# Los Angeles Lakers
Los Angeles Lakers é uma equipa de basquetebol da National Basketball Association (NBA) com sede em Los Angeles, Califórnia. A equipe foi fundada em 1947, em Minneapolis, onde recebeu seu nome em alusão ao fato do estado de Minnesota ser conhecido como "Terra dos Mil Lagos", e venceu cinco títulos da liga antes de uma queda de público presente levar a uma relocação para Los Angeles em 1960. No fim dos anos 1970 e no começo dos anos 1980, a popularidade do Lakers cresceu, tornando-se uma das franquias de maior sucesso, além de ser a com maior número de títulos, 17, um titulo atrás do Boston Celtics. A equipe ainda conta com 56 aparições na pós-temporada, 33 títulos da Divisão do Pacífico, 32 títulos da  Conferência Oeste e 1 título da copa da NBA. 
A franquia californiana é detentora dos seguintes recordes da Liga. É a que possui maior número de vitórias da liga, mais de 3000, com a maior porcentagem de vitórias e mais aparições em finais (32). O Lakers também é o time das ligas norte-americanas que mais teve vitórias consecutivas (33), na temporada 1971-72.
O Lakers é uma das franquias mais populares da NBA, e já teve em seu elenco grandes estrelas do basquetebol mundial como George Mikan, Slater Martin, Jerry West, Wilt Chamberlain, Elgin Baylor, Gail Goodrich, Kareem Abdul-Jabbar, Magic Johnson, James Worthy, Shaquille O'Neal, Kobe Bryant, Anthony Davis e LeBron James, além de grandes técnicos como John Kundla, Bill Sharman, Pat Riley, Frank Vogel e Phil Jackson. Financeiramente, os Lakers são a franquia mais valiosa da NBA (e a décima nos esportes nos Estados Unidos), sendo avaliada em US$ 6,4 bilhões de dólares.

## História

### 1947–1958: Início e a dinastia de Minneapolis

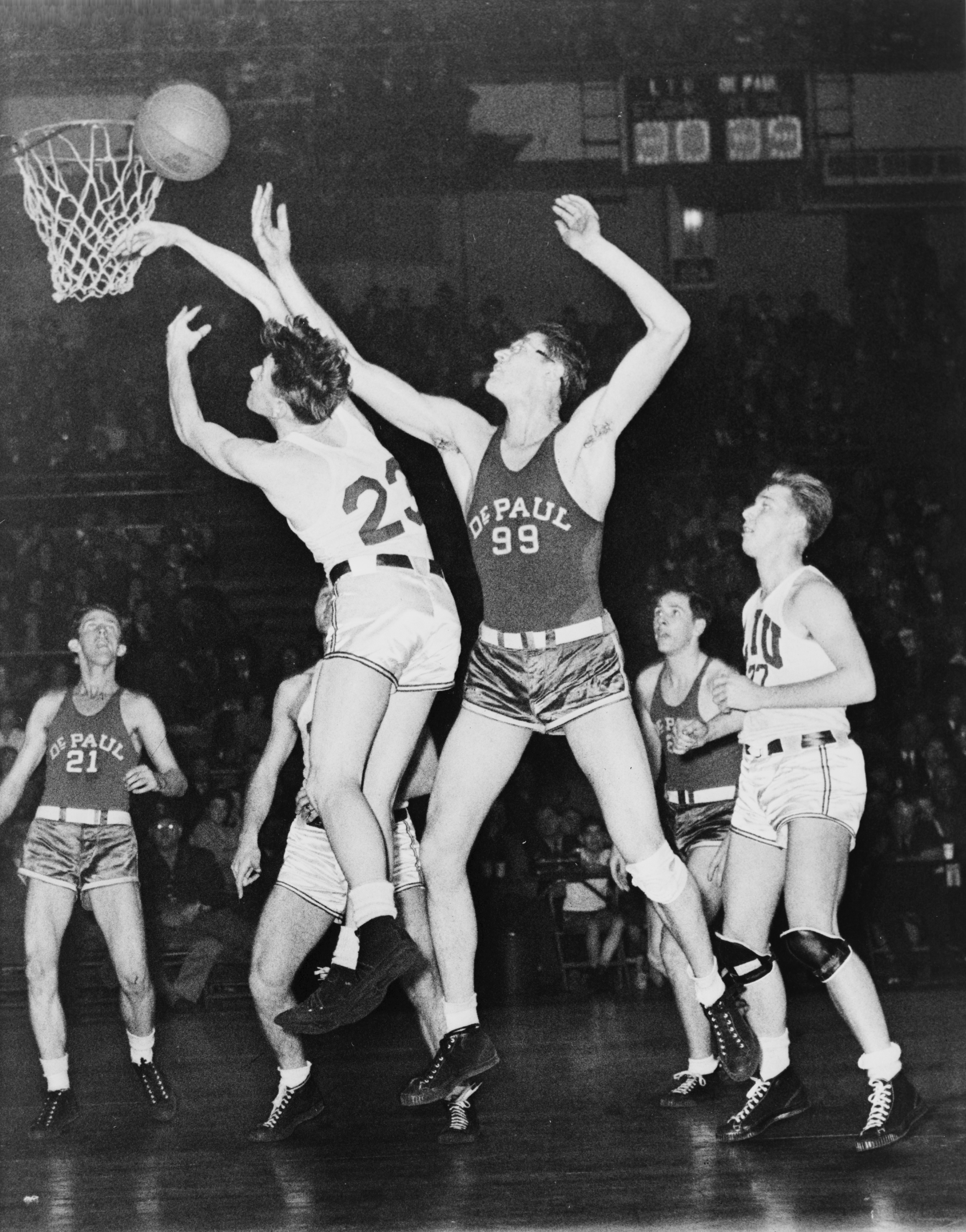
George Mikan (#99) liderou os Lakers para os seus primeiros 5 títulos da NBA. Ele é descrito pelo site da NBA como o "primeiro superstar" da história da liga.

A franquia dos Lakers começou em 1947, quando Ben Berger e Morris Chalfen, de Minnesota, compraram a recentemente dissolvida franquia Detroit Gems da National Basketball League (NBL) por US$15,000 do fundador/proprietário dos Gems, C. King Boring, e seu parceiro de negócios, Maury Winston. Eles contrataram John Kundla como seu primeiro treinador principal.
Berger e Chalfen realocaram o time para Minneapolis, com jogos em casa sendo disputados no Minneapolis Auditorium e no Minneapolis Armory. O time que Berger e Chalfen compraram consistia apenas de equipamentos; já que o time parecia estar prestes a fechar, todos os seus jogadores já haviam sido designados para outras equipes da NBL. A franquia foi rebatizada como "Lakers" em referência ao apelido de Minnesota, "A Terra dos 10.000 Lagos". Berger e Chalfen trouxeram Max Winter, que mais tarde se tornaria um dos fundadores e proprietários do Minnesota Vikings da NFL, para ser o novo gerente geral dos Lakers. Winter também adquiriu uma participação na equipe, que ele manteria até deixar os Lakers em 1955.
Como os Gems tinham o pior recorde da NBL, os Lakers tiveram a primeira escolha no draft de dispersão da Professional Basketball League of America de 1947, que usaram para selecionar George Mikan, que mais tarde se tornaria um dos maiores pivôs de sua época. Com Mikan, o novo treinador John Kundla e uma infusão de ex-jogadores da Universidade de Minnesota para substituir os que foram perdidos antes da realocação, os Lakers venceram o título da NBL em sua primeira temporada. Uma semana antes das finais da NBL, os Lakers venceram o torneio anual World Professional Basketball, onde Mikan foi nomeado MVP após marcar um recorde de 40 pontos contra o New York Renaissance no jogo decisivo do título.

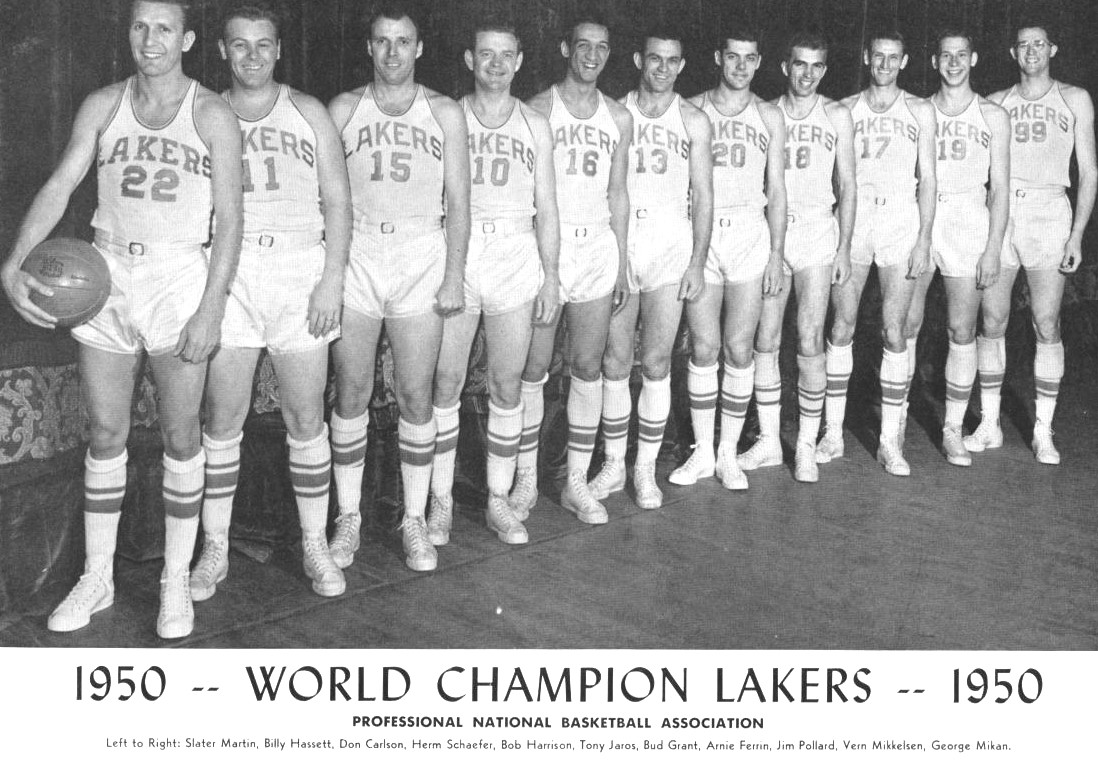
O time dos Lakers campeão na temporada da NBA de 1949–50

No ano seguinte, os Lakers mudaram para a Basketball Association of America (BAA) de 12 times e ganharam o título naquela temporada. No ano seguinte, a NBL e a BAA se fundiram para formar a National Basketball Association (NBA) e os Lakers ganharam o primeiro título da NBA com Mikan, Vern Mikkelsen e o futuro treinador da NFL, Bud Grant.
A sequência de dois anos de títulos dos Lakers chegou ao fim em 1951, quando perderam para o Rochester Royals nas Finais da Divisão Oeste da NBA. No entanto, eles se recuperaram dessa derrota para conquistar o título nos três anos seguintes, tornando-se a primeira "dinastia" da NBA, vencendo cinco títulos da BAA/NBA em seis anos. Além de Mikan e Mikkelsen, os times dos Lakers desses anos também contavam com futuros Hall of Famers como Jim Pollard, Slater Martin e Clyde Lovellette. Durante esse tempo, a equipe também participou do jogo de menor pontuação na história da NBA; em 22 de novembro de 1950, os Lakers perderam para o Fort Wayne Pistons por 19–18. Esse jogo mais tarde provou ser um fator na introdução do relógio de arremesso na liga.
Três dias antes do início do campo de treinamento da temporada de 1954–55, em setembro de 1954, Mikan anunciou inesperadamente sua aposentadoria do basquete. Sem ele, Clyde Lovellette liderou os Lakers em pontuação e levou a equipe às finais da Divisão Oeste, onde perderam por 3–1 para os Pistons. Após um início ruim de 14–21 na temporada de 1955–56, Mikan foi persuadido a sair da aposentadoria para a segunda metade da temporada como reserva de Lovellette. Com Mikan, os Lakers chegaram aos playoffs, mas perderam para o St. Louis Hawks nas Semifinais da Divisão Oeste.
Após a segunda aposentadoria de Mikan, o público nos jogos dos Lakers caiu drasticamente. Em 1957, a equipe quase foi vendida para investidores de Kansas City que planejavam realocá-la para lá, antes que um grupo local liderado pelo empresário Bob Short comprasse o time e o mantivesse em Minneapolis. No entanto, a nova propriedade não conseguiu resolver os problemas financeiros da equipe.
Os Lakers voltaram aos playoffs em 1957, quando perderam para os Hawks mais uma vez. O ano seguinte foi desastroso, quando Mikan se tornou o treinador principal antes de descobrir que não estava apto para a tarefa. Depois de compilar um recorde de 9–30, ele deixou o cargo em favor de John Kundla, mas os Lakers terminaram em último na liga naquele ano com um recorde de 19–53.

### 1958–1968: Mudança para Los Angeles e Rivalidade com os Celtics

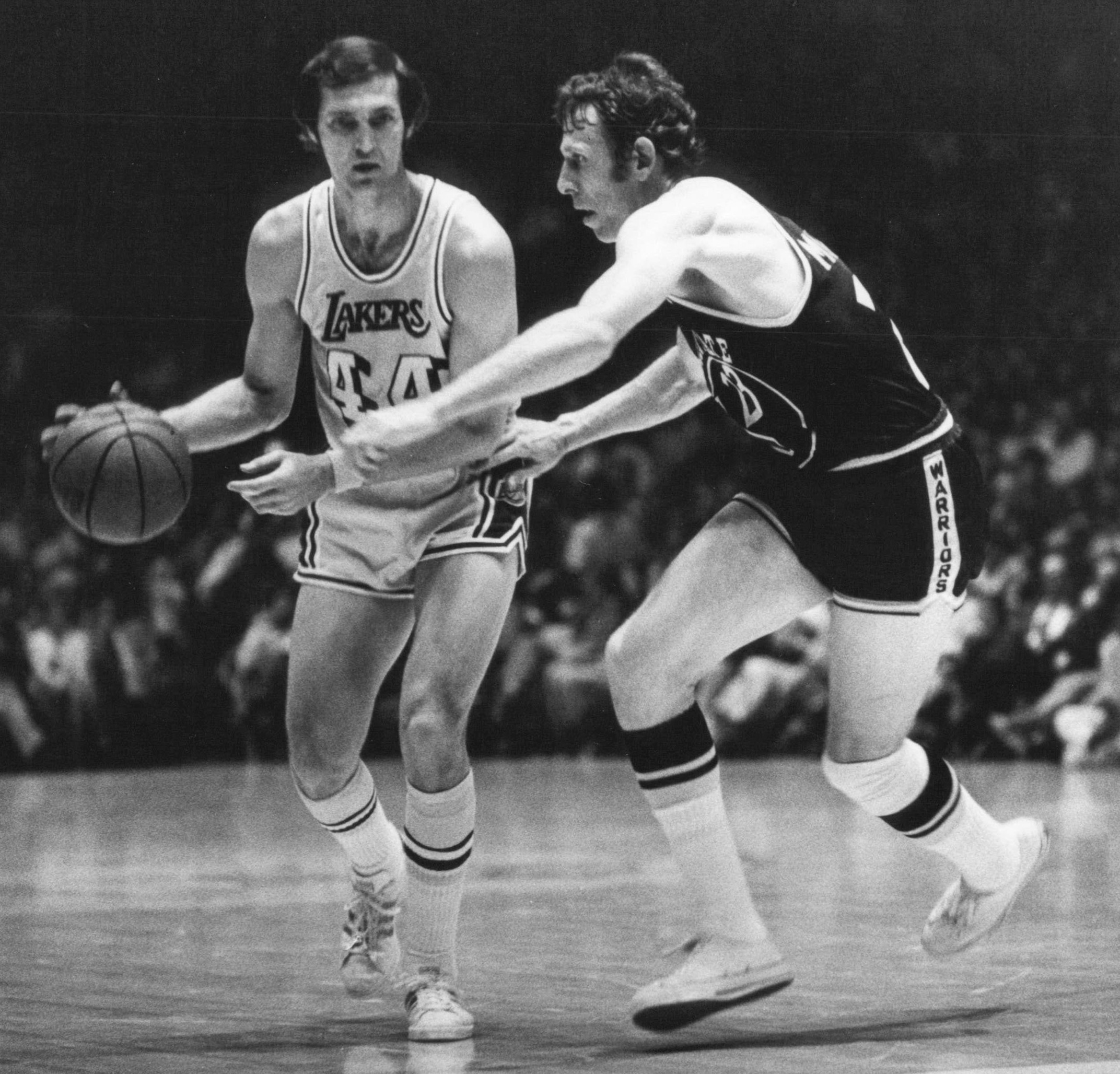
Jerry West (#44) liderou o time pra 9 Finais da NBA nos anos 60 e 70. Apelidado de "Mr. Clutch", sua silhueta foi usada para ser o logo da NBA.

Em 1958, os Lakers terminaram em último lugar, o que lhes deu a primeira escolha no draft, e eles escolheram sabiamente, selecionando Elgin Baylor. Ele foi um sucesso imediato, vencendo o Prêmio de Novato do Ano após ter médias de 24,9 pontos e 15,0 rebotes. Em 1959, Baylor e Vern Mikkelsen lideraram a equipe além de seu recente rival, os Hawks, chegando às Finais, onde caíram para o então emergente Boston Celtics na primeira varrida de quatro jogos na história das Finais da NBA. Isso marcou o início de uma longa rivalidade entre as duas equipes. Em 1960, os Lakers começaram mal, mas conseguiram chegar aos playoffs com um recorde de 25–50. Eles foram derrotados novamente pelos Hawks.
Em 1958, o Brooklyn Dodgers da Major League Baseball se mudou para Los Angeles e rapidamente se tornou um sucesso financeiro. Bob Short, proprietário dos Lakers, notou isso. Após considerar mudanças para Chicago e San Francisco, ele decidiu mover a franquia para Los Angeles antes da temporada de 1960–61, tornando os Lakers a primeira equipe da NBA na Costa Oeste. Os Lakers não mudaram seu nome após essa segunda mudança, apesar da escassez de lagos naturais no sul da Califórnia. Minneapolis, por sua vez, ficaria sem uma franquia da NBA até a estreia do Minnesota Timberwolves em 1989.
Além da realocação para Los Angeles, outra grande mudança na equipe foi a adição do armador Jerry West. Uma terceira mudança foi a contratação do treinador da Universidade da Virgínia Ocidental, Fred Schaus, para comandar o time.
Os novos Los Angeles Lakers, liderados por Baylor com médias de 34,8 pontos e 19,8 rebotes, melhoraram em relação aos resultados do ano anterior antes de perderem novamente para os Hawks nas Finais da Conferência Oeste. O duo de Baylor e West provou ser letal e ambos ficaram entre os 10 melhores pontuadores da NBA nos quatro anos seguintes. Baylor foi convocado para o serviço militar ativo durante a temporada de 1961–62 após a crise de Berlim e estava disponível apenas nos fins de semana. Mesmo assim, Baylor e West tiveram médias de 38,3 e 30,8 pontos, respectivamente, durante a temporada regular. Os Lakers conseguiram se unir e chegar às Finais da NBA, apenas para perder de forma dolorosa para um agora dominante time dos Celtics. Baylor estabeleceu um recorde de mais pontos marcados em um jogo de playoff com 61, que permaneceu por 25 anos e ainda é um recorde de Finais da NBA e de jogo de tempo regulamentar. Os Celtics derrotaram os Lakers mais duas vezes nas Finais nos três anos seguintes.
Em setembro de 1965, outra grande mudança aconteceu quando Short vendeu o time para o empresário canadense-americano Jack Kent Cooke por US$5 milhões. Além disso, o novato Gail Goodrich se juntou à equipe.

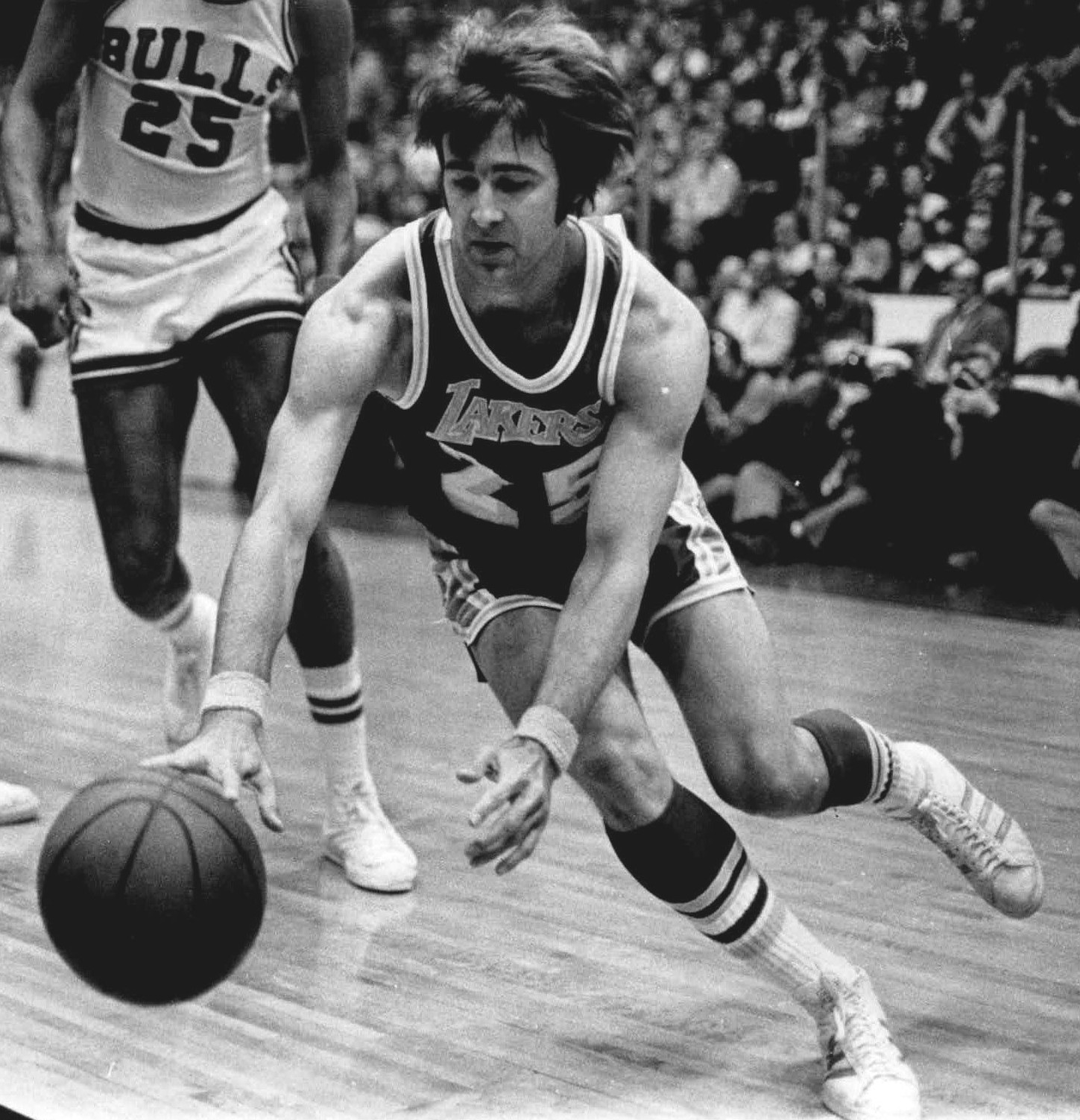
Gail Goodrich foi um jogador dos Lakers por nove temporadas nas décadas de 60 e 70 e jogou em 4 Finais da NBA.

Os Lakers se mudaram para a nova arena, The Forum, em 1967, com o novo treinador Butch van Breda Kolff. Naquele ano, a equipe repetiu seu agora amargo padrão, perdendo para os Celtics nas Finais da NBA de 1968.

### 1968–1975: O trio Baylor/West/Chamberlain

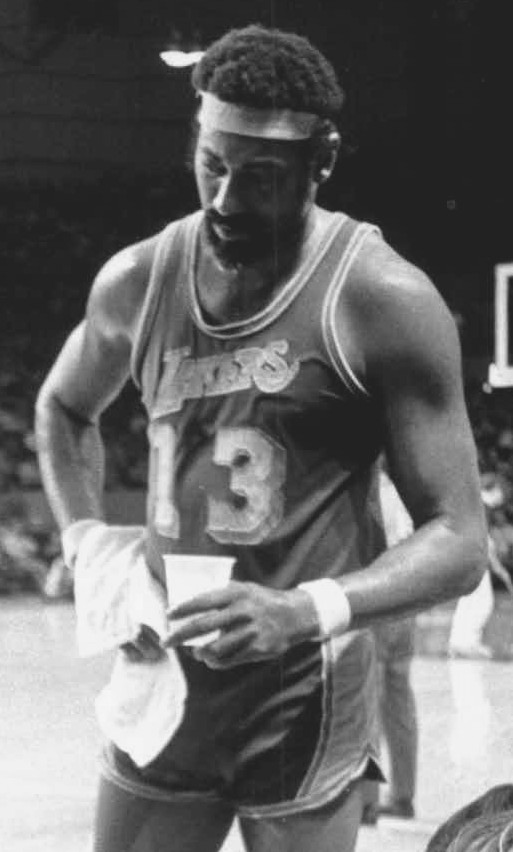
Wilt Chamberlain jogou pelos Lakers por 5 temporadas durante o fim dos anos 60 e o começo dos anos 70. Ele é parte integrante do time da temporada de 1971–72 que é considerado um dos melhores da história da NBA.

Ficou claro que os Lakers precisavam neutralizar o grande pivô dos Celtics, Bill Russell, e, assim, Cooke adquiriu Wilt Chamberlain do Philadelphia 76ers, esperando suplementar o envelhecido e debilitado Elgin Baylor. A princípio, a mudança parecia ter funcionado, já que os Lakers da temporada de 1969-70 conseguiram um recorde melhor que o dos Celtics, com Chamberlain liderando a liga com média de 21,1 rebotes. As duas equipes se encontraram novamente nas Finais da NBA, mas, pela primeira vez, os Lakers tinham a vantagem, sendo claramente considerados o melhor time entrando na série por muitos observadores. No entanto, mais uma vez, eles falharam em superar seus rivais e os Celtics emergiram da série como vitoriosos novamente, vencendo seu 11º título da NBA em 13 temporadas. Essa Final de 1969 é também notável pelo fato de Jerry West ter sido nomeado o primeiro MVP das Finais; isso permanece a única vez em que um membro da equipe perdedora ganhou o prêmio.
Na temporada de 1969-70, Jerry West venceu o título de pontuação da NBA com média de 31,2 pontos, e os Lakers retornaram às Finais onde, pela primeira vez desde que se mudaram para Los Angeles, eles não tiveram que enfrentar os Celtics. Desta vez, foi o New York Knicks, uma equipe que incluía o futuro treinador dos Lakers, Phil Jackson. West fez um arremesso memorável quando o cronômetro do quarto período expirou no Jogo 3, forçando o jogo para a prorrogação e ajudando West a ganhar o apelido de "Mr. Clutch". No entanto, os Knicks se recuperaram de um golpe que poderia parecer devastador e venceram o jogo na prorrogação. No Jogo 5, o pivô dos Knicks, Willis Reed, rompeu um músculo na perna e parecia que ele não jogaria novamente na série. No entanto, os Knicks encontraram uma maneira de vencer o Jogo 5 sem ele. Depois, os Lakers venceram o Jogo 6 forçando um sétimo e último jogo em Nova York. Com todos especulando sobre seu estado para o jogo, Reed criou um dos momentos mais memoráveis da história da NBA ao sair do túnel do Madison Square Garden e entrar na quadra para começar o Jogo 7. Aos aplausos da multidão, Reed marcou as duas primeiras cestas e os Knicks começaram a disparar. Reed deixou o jogo de vez no intervalo, mas os inspirados Knicks já tinham uma vantagem de 24 pontos naquele momento e foram para a vitória sobre os Lakers. Foi o sétimo fracasso dos Lakers nas Finais da NBA nos últimos nove anos.
O ano seguinte também não seria o ano dos Lakers. Elgin Baylor jogou em apenas dois jogos devido a lesões, e o Milwaukee Bucks, liderados por Lew Alcindor (agora Kareem Abdul-Jabbar), derrotaram Los Angeles nas Finais da Conferência Oeste.
Ninguém poderia ter previsto a dominação da equipe na próxima temporada. Bill Sharman havia sido instalado como o novo treinador principal, e na tarde de 9 de novembro de 1971, após apenas nove jogos na temporada, o lendário Elgin Baylor se aposentou, finalmente aceitando que suas lesões não lhe permitiriam mais jogar basquete profissional. Naquela mesma noite, os Lakers procederam a vencer o primeiro jogo do que viria a ser uma sequência de 33 vitórias consecutivas; a sequência foi interrompida com uma derrota para os Bucks em 9 de janeiro de 1972. A sequência quebrou o recorde anterior da NBA de 20 vitórias consecutivas, que, coincidentemente, havia sido estabelecido pelos Bucks no ano anterior. Até hoje, a sequência de 33 vitórias consecutivas dos Lakers permanece a mais longa sequência de vitórias na história de qualquer esporte profissional importante da América do Norte.
Os Lakers estabeleceram outro recorde em 1972 ao vencer 69 jogos; essa marca permaneceria por quase um quarto de século. Los Angeles liderou a liga em pontos, rebotes e assistências, e Sharman foi nomeado Técnico do Ano. Wilt Chamberlain liderou a NBA em porcentagem de arremessos e rebotes e Jerry West liderou a NBA em assistências. Não só isso, mas os Lakers finalmente tiraram o "peso de suas costas", derrotando os Knicks nas Finais da NBA de 1972 para reivindicar seu primeiro título da NBA desde 1954 e o primeiro desde que se mudaram para Los Angeles.
Os Lakers cairiam para os Knicks nas Finais de 1973, e Chamberlain, que havia estabelecido um recorde de porcentagem de arremessos naquele ano, com 72,7%, anunciou sua aposentadoria. West seguiu o mesmo caminho um ano depois e os Lakers despencaram em 1975, terminando com um recorde de 30-52 e falhando em chegar aos playoffs pela primeira vez em 17 anos.

### 1975–1979: O Capitão – Kareem Abdul-Jabbar

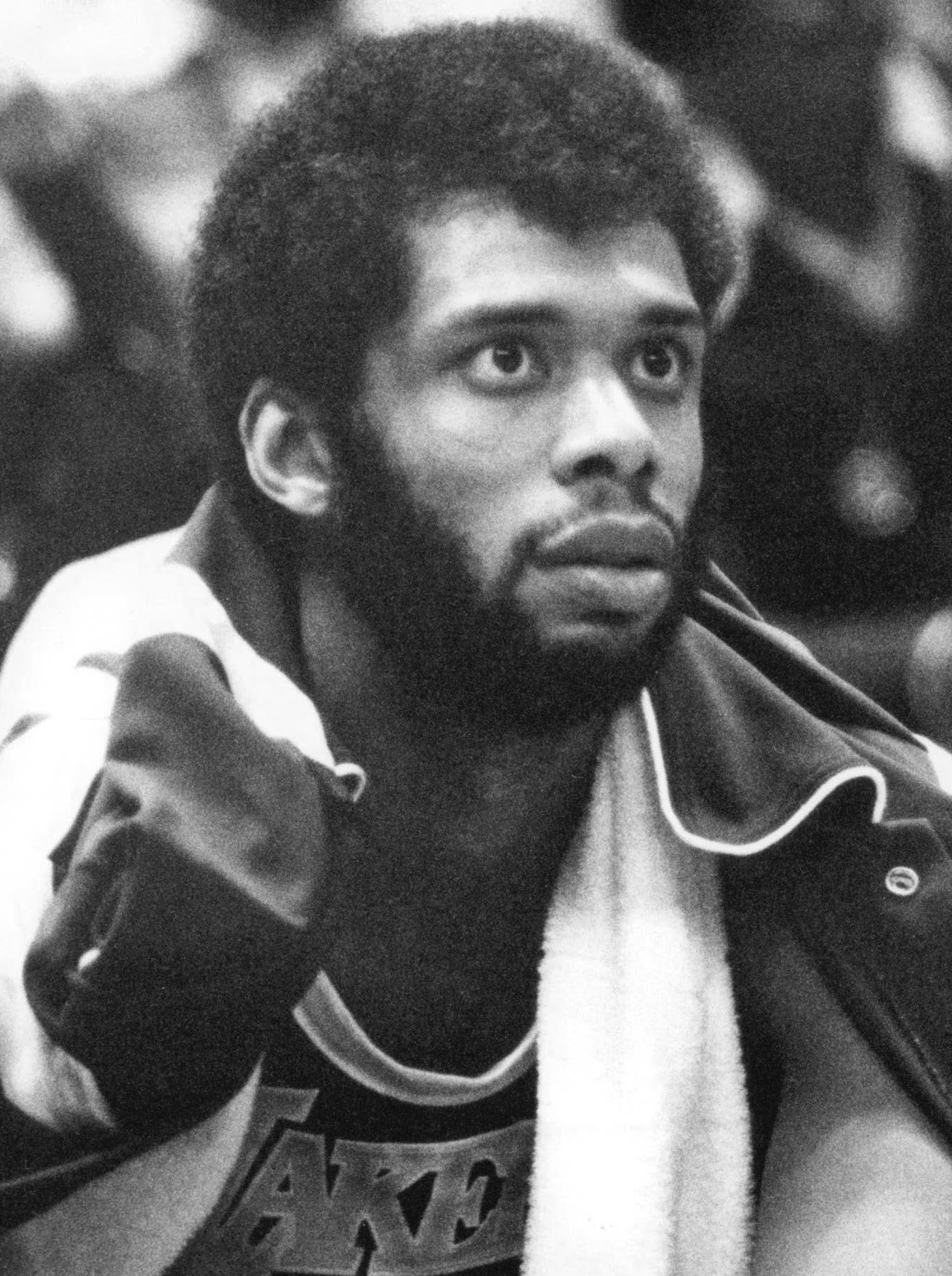
Los Angeles adquiriu Kareem Abdul-Jabbar em 1975. Ele ganhou três Prêmios de MVP da NBA, um Prêmio de MVP das Finais e cinco títulos com a equipe.

Lew Alcindor, agora conhecido como Kareem Abdul-Jabbar, queria sair de Milwaukee, e os Lakers o adquiriram em uma troca. Seu primeiro ano em Los Angeles resultou em seu quarto prêmio de MVP da NBA, após ele ter média de 27,7 pontos e liderar a NBA com médias de 16,9 rebotes e 4,12 bloqueios. Mas os Lakers falharam em chegar aos playoffs novamente com um recorde de 40-42. Os Lakers voltaram à forma na temporada de 1976-77, com o melhor recorde da NBA em 53-29. Depois de vencerem o Golden State Warriors, eles foram varridos por 4-0 nas Finais da Conferência Oeste pelo eventual campeão da NBA, Portland Trail Blazers de Bill Walton.
Em 9 de dezembro de 1977 ocorreu um dos momentos mais feios da história dos esportes profissionais. O futuro treinador dos Lakers, Rudy Tomjanovich, então do Houston Rockets, correu para a quadra na tentativa de interromper uma briga entre Kermit Washington dos Lakers e Kevin Kunnert dos Rockets. Washington, no canto do olho, viu que havia um jogador adversário correndo em sua direção. Instintivamente, pensando que seria atacado, Washington se virou e desferiu um golpe devastador no rosto de Tomjanovich, que corria diretamente em direção ao soco. Tomjanovich foi atingido tão fortemente que seu primeiro pensamento ao acordar foi que o placar da arena deve ter caído do teto sobre ele. O soco havia rachado o crânio de Tomjanovich e quase acabou com sua carreira. Ele ficou de fora pelo resto da temporada, precisando de cirurgia reconstrutiva para reparar sua mandíbula, olho e bochecha. Alguns dos que testemunharam o evento disseram que o golpe foi tão esmagador que, até verem Tomjanovich se movendo enquanto ele estava no chão, temiam que ele pudesse estar morto. Washington recebeu uma punição de suspensão de 60 jogos e uma multa, e o incidente permanece um capítulo sombrio na história dos Lakers. A cena chocante se tornou o momento definidor não apenas da temporada de 1977-78 dos Rockets (uma equipe finalista da conferência no ano anterior, colapsaram para o último lugar com um recorde de 28-54), mas também das carreiras profissionais de dois jogadores. Tomjanovich passou os cinco meses seguintes em reabilitação, eventualmente retornando para jogar e sendo até selecionado para o All-Star Game da NBA.
Na temporada de 1977-78, os Lakers terminaram apenas em 4º na sua divisão com um recorde de 45-37 e foram eliminados nos playoffs pelos eventual campeões Seattle SuperSonics. Na temporada seguinte, tiveram um recorde de 47-35 e terminaram em terceiro na divisão. Eles venceram os Denver Nuggets nos playoffs e mais uma vez caíram para os SuperSonics.

### 1979–1991: Showtime Lakers

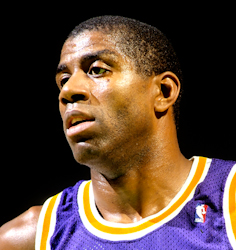
O armador Magic Johnson liderou o "Showtime" Lakers à cinco título da NBA nos anos 80.

Antes da temporada de 1979–80, Jack Kent Cooke vendeu o time para o Dr. Jerry Buss, um desenvolvedor imobiliário de Santa Monica. Naquele ano, os Lakers também detinham a primeira escolha geral no draft da Conferência Oeste, como compensação pela saída de Goodrich via free agency três anos antes para o New Orleans Jazz. Na época, a primeira escolha geral do draft era decidida por cara ou coroa entre os dois times com as principais escolhas em cada conferência respectiva. O time da Conferência Leste era o Chicago Bulls. Os Lakers venceram a moeda e selecionaram Earvin "Magic" Johnson, que havia acabado de levar Michigan State ao título da NCAA, e junto com o ala da Indiana State University, Larry Bird, era um dos principais prospectos do draft de 1979.

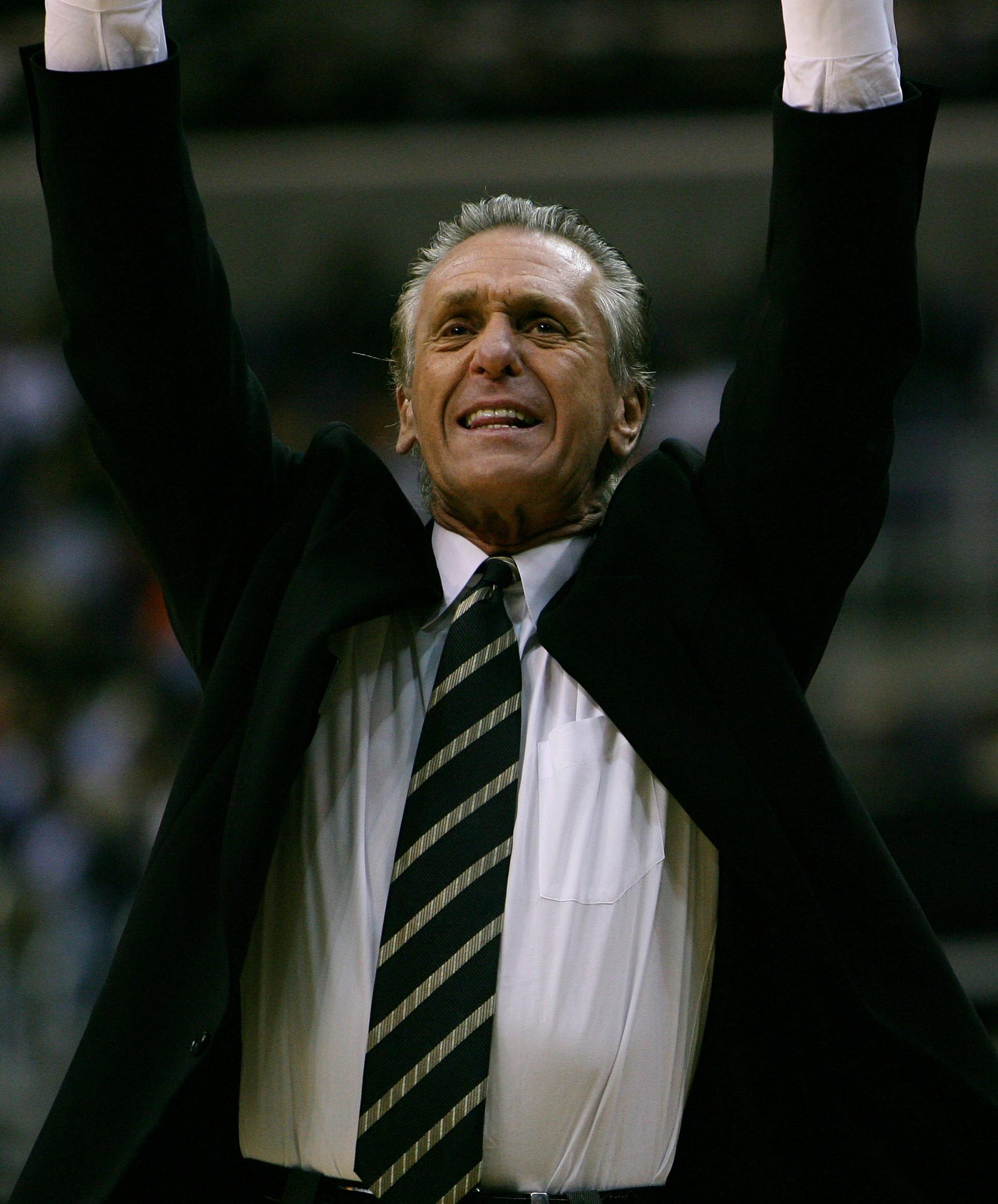
O treinador Pat Riley tornou o Showtime Lakers como a sua marca registrada, ganhando quatro títulos no processo.

Apenas 14 jogos na temporada, o técnico estreante dos Lakers, Jack McKinney, sofreu uma grave lesão na cabeça em um acidente de bicicleta. O assistente técnico Paul Westhead assumiu como novo técnico do time. Oficialmente, Westhead começou seu período como técnico principal atuando como "interino". Mas a gravidade da lesão de McKinney significava uma longa convalescença e, combinada com o sucesso subsequente de Westhead no cargo, significava que McKinney não retornaria aos Lakers. A promoção de Westhead ao cargo de técnico principal também significou que havia uma vaga de assistente, para a qual os Lakers contrataram o então comentarista de TV, Pat Riley. Kareem Abdul-Jabbar teve um ano fantástico (ganhando seu sexto e último prêmio de MVP) enquanto os Lakers venceram 60 jogos da temporada regular. Eles venceram o Phoenix Suns e o Seattle SuperSonics nos playoffs e depois derrotaram o Philadelphia 76ers de Julius Erving para ganhar o título da NBA, graças a uma performance incrível no Jogo 6 do novato Magic Johnson, que marcou 42 pontos, pegou 15 rebotes e deu 7 assistências, começando como pivô no lugar do lesionado Abdul-Jabbar. Isso sozinho rendeu a Johnson o primeiro de seus três prêmios de MVP das Finais.
No entanto, a realização seria seguida por um período de turbulência para o time. Em uma temporada marcada por Johnson perdendo grande parte dos jogos devido a uma lesão e um estado geral de agitação e dissensão no vestiário, os Lakers caíram surpreendentemente na primeira rodada dos playoffs de 1981 para o Houston Rockets, que chegaram às Finais da NBA apesar de um recorde de 40–42 na temporada regular. A próxima temporada também começou de maneira conturbada, com o técnico Westhead tentando reestruturar o ataque de uma maneira que Magic Johnson se opunha. Johnson ficou tão irritado que exigiu ser trocado. Buss, no entanto, ficou do lado da estrela do time em vez do técnico e demitiu Westhead após apenas 11 jogos na temporada. A reação dos fãs a Johnson por ter desencadeado a demissão de seu técnico foi imediata e ele foi amplamente vaiado, até mesmo pela torcida dos Lakers em Los Angeles.
No entanto, sob a tutela do novo técnico Pat Riley, os Lakers voltaram às finais naquele ano, vencendo o Phoenix Suns e San Antonio Spurs nos playoffs. Nas Finais de 1982, eles derrotaram o Philadelphia 76ers em seis jogos para conquistar seu segundo título em três anos. Além disso, eles se viram novamente com a primeira escolha geral no draft, graças a uma troca dois anos antes com o último colocado Cleveland Cavaliers. Isso marcou a primeira vez que um campeão reinante da NBA também tinha a primeira escolha no draft. Os Lakers usaram essa escolha para selecionar James Worthy. Ele teve uma forte campanha de estreia, mas quebrou a perna no final da temporada e só pôde assistir impotente enquanto os Lakers, também prejudicados por lesões na pós-temporada de Bob McAdoo e Norm Nixon, foram varridos pelos poderosos 76ers, liderados pelo MVP da temporada regular e das Finais, Moses Malone, nas Finais de 1983.
Byron Scott se juntou ao time no ano seguinte, em uma troca pelo popular Norm Nixon, e os Lakers começaram a temporada com tudo. Kareem Abdul-Jabbar estabeleceu o recorde de pontuação de todos os tempos da NBA contra o Utah Jazz em 5 de abril de 1984, superando os 31.419 pontos de Wilt Chamberlain. Os Lakers retornaram às finais para enfrentar o Boston Celtics de Larry Bird. As Finais de 1984 foram uma batalha brutal, com os jogos 1, 2, 5 e 7 sendo disputados no calor e na umidade do Boston Garden em junho. Os Celtics venceram a última partida por 111–102 para conquistar o título.

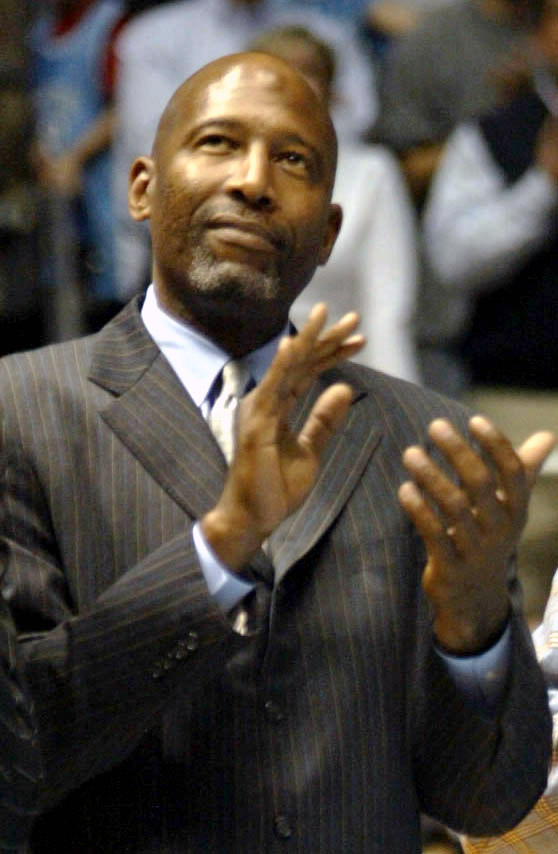
James Worthy ganhou o Prêmio de MVP das Finais após ter seu único triplo-duplo da carreira no Jogo 7 contra o Detroit Pistons em 1988.

Na temporada de 1984–85, a era Showtime Lakers estava em pleno andamento. Showtime era um estilo de basquete rápido, descrito como uma mistura de "passes sem olhar no contra-ataque, alley-oops precisos do meio da quadra, passes giratórios e passes rápidos sob a cesta em meio a triplas marcações." O time venceu a Divisão do Pacífico pelo quarto ano consecutivo, desta vez por um recorde da NBA de 20 jogos à frente do segundo colocado Portland Trail Blazers. Eles também estabeleceram recordes da equipe para percentual de arremessos (54%) e assistências (2.575). Pela nona vez, a equipe enfrentou os Celtics nas finais. As Finais começaram de maneira desastrosa para os Lakers, perdendo o Jogo 1 por um placar desequilibrado de 148–114, no que agora é lembrado como o "Massacre do Memorial Day". Mas os Lakers foram resilientes e, com o MVP das Finais, Abdul-Jabbar, de 38 anos, finalmente conseguiram derrubar Boston em seis jogos. Abdul-Jabbar desmantelou os Celtics com seu movimento mortal de gancho, e Los Angeles venceu o Jogo 6 por 111–100 no Boston Garden, um dos maiores triunfos da história da franquia. Os Lakers conquistaram sua primeira vitória nas Finais contra os Celtics e foram o único time visitante a conseguir isso no Boston Garden.
Os Lakers eram esperados para enfrentar o Boston nas finais novamente no ano seguinte e começaram a temporada de 1985–86 com tudo, com um recorde de 24–3. Eles terminaram com 62 vitórias e superaram o recorde estabelecido no ano anterior ao vencerem o título da divisão pela quinta vez consecutiva por 22 jogos. No entanto, o Houston Rockets tinham seus próprios planos para os playoffs. Hakeem Olajuwon e Ralph Sampson dominaram Kareem Abdul-Jabbar e os Rockets venceram a série quando Sampson acertou um arremesso enquanto o tempo expirava no Jogo 5 no The Forum.
Preocupado com a idade de Abdul-Jabbar (que tinha 39 anos), Pat Riley reestruturou o ataque em torno de Magic Johnson. A estratégia funcionou, e os Lakers acumularam 65 vitórias, o segundo maior número na história da franquia até aquele momento. Johnson também ganhou seu primeiro prêmio de MVP. Embora os Lakers Showtime fossem famosos por sua pontuação, eles também eram uma grande equipe defensiva. Michael Cooper ganhou o Prêmio de Jogador Defensivo do Ano da NBA em 1987. Depois de passarem pelo Denver Nuggets, Golden State Warriors e Seattle SuperSonics nos playoffs, os Lakers foram para as Finais pela sexta vez desde 1980. Johnson então conquistou seu último prêmio de MVP das Finais quando os Lakers derrotaram seus rivais, os Celtics, nas finais, destacando-se com o arremesso de "baby hook" de Johnson para vencer o Jogo 4 no Boston Garden com dois segundos restantes. Desta vez, o jogo decisivo foi em casa, dando aos fãs de Los Angeles a primeira chance de testemunharem pessoalmente seu time vencerem os odiados Celtics. Kareem Abdul-Jabbar, com 40 anos, ainda conseguiu contribuir nas Finais enquanto ele e Magic Johnson dominaram Boston. As Finais foram mais fáceis do que o esperado porque Los Angeles estava bem descansada após uma viagem fácil pelos playoffs, enquanto seu oponente estava cansado e prejudicado por lesões após uma batalha brutal de sete jogos contra o Detroit Pistons nas finais da conferência.
Na celebração da vitória, Riley ousadamente garantiu que os Lakers repetiriam como campeões no ano seguinte, algo que nenhum time havia feito desde os Celtics em 1969. Abdul-Jabbar também afirmou que voltaria para a temporada de 1987-88 para contribuir com a promessa de títulos consecutivos de Riley. Com todos os times da liga agora alvejando-os, os Lakers ainda encontraram uma maneira de vencer, conquistando seu sétimo título consecutivo da Divisão do Pacífico e, subsequentemente, enfrentando Isiah Thomas e os físicos Detroit Pistons nas Finais da NBA de 1988, mesmo depois de irem até o fim contra o Utah Jazz e o Dallas Mavericks na segunda rodada e nas Finais da Conferência, respectivamente. A série foi para sete jogos e os Lakers venceram por pouco devido a uma lesão de Thomas, bem como ao triplo-duplo de James Worthy no Jogo 7, que lhe rendeu o Prêmio de MVP das Finais e consolidou seu apelido de "Big Game James". Por uma margem estreita, os Lakers cumpriram a promessa de Riley. Com a idade rapidamente alcançando Kareem Abdul-Jabbar, Johnson teve que carregar o ataque. Funcionou, e como este disse posteriormente: "Continuamos voltando. Este foi o campeonato mais difícil de todos."
Não parecia ser o começo do fim, já que os Lakers da temporada de 1988-89 venceram sua divisão mais uma vez e Magic Johnson conquistou seu segundo prêmio de MVP. O time então varreu suas três primeiras séries de playoffs (contra os Trail Blazers, SuperSonics e Suns, respectivamente) para estabelecer uma revanche com os Pistons nas Finais. Mas o "tricampeonato" não estava destinado a acontecer, pois Johnson e Byron Scott foram retirados de combate por lesões nos tendões. Kareem Abdul-Jabbar mais uma vez teve que liderar o ataque, mas os Pistons provaram ser mais do que ele podia lidar. No Jogo 4, o pivô de 42 anos fez um arremesso de tabela aos 1:42 segundos para os últimos dois pontos de sua carreira. Enquanto ele saía da quadra pela última vez, todos no Forum, incluindo o banco dos Pistons, se levantaram e aplaudiram.
Os Lakers pareciam se adaptar bem à ausência de Kareem. O novo pivô Vlade Divac ajudou o time a ter uma temporada de 63 vitórias em 1989-90 e ao seu nono título consecutivo da divisão, e Johnson ganhou outro prêmio de MVP. No entanto, o Phoenix Suns derrotou os Lakers na segunda rodada dos playoffs. Pat Riley deixou o cargo de técnico e foi substituído por Mike Dunleavy como técnico principal. Michael Cooper, outro grande do Showtime, também se aposentou.
Johnson se tornou o líder de assistências de todos os tempos da NBA, superando Oscar Robertson, enquanto a nova filosofia de Dunleavy incorporava um estilo lento e deliberado, em vez do estilo de jogo rápido do Showtime de Pat Riley. Após um início lento, os Lakers terminaram com um recorde de 58-24, derrotaram o forte Portland Trail Blazers por 4-2 pelo título da conferência e retornaram às Finais da NBA. Infelizmente para os Lakers, uma nova dinastia estava apenas começando em outro lugar, já que Michael Jordan e o Chicago Bulls, sob o comando do técnico Phil Jackson em seu segundo ano, conquistaram o primeiro de seus seis títulos ao derrotar os Lakers por 4-1 na série.

### 1991–1996: Anos Magros
Em 7 de novembro de 1991, Magic Johnson fez o chocante anúncio de que tinha sido diagnosticado com o vírus HIV e, consequentemente, estava se aposentando da NBA aos 32 anos.
Na temporada de 1991–92, os Lakers enfrentaram dificuldades com a notícia da aposentadoria de Magic e lesões graves de jogadores chave. Ainda assim, conseguiram vencer 43 jogos e se classificar para os playoffs pela então recorde da NBA de 16ª vez consecutiva, em parte graças à contratação na offseason do armador Sedale Threatt. No entanto, jogando sem James Worthy e Sam Perkins lesionados, os Lakers foram superados por um forte time do Portland Trail Blazers na primeira rodada dos playoffs, perdendo a série por 3-1. Um dos jogos "em casa" dos Lakers foi disputado em Las Vegas devido aos distúrbios de Los Angeles em 1992.
Antes da temporada de 1992–93, Dunleavy decidiu deixar os Lakers para assumir o comando do Milwaukee Bucks. O assistente de longa data dos Lakers, Randy Pfund, foi promovido para substituí-lo. Na temporada de 1992–93, os Lakers superaram uma lesão inicial de Byron Scott e tiveram um respeitável recorde de 33–29 nos primeiros 61 jogos. No entanto, uma troca que enviou Sam Perkins para o Seattle SuperSonics em troca de Benoit Benjamin e os direitos do novato Doug Christie abalou o time, que fechou a temporada com um fraco desempenho de 6–14, mas ainda conseguiu se classificar para os playoffs. Os Lakers surpreenderam o mundo do basquete ao vencerem os dois primeiros jogos da série contra o poderoso Phoenix Suns fora de casa, com uma performance de 35 pontos de Sedale Threatt no Jogo 1. No entanto, perderam os três jogos seguintes da série, incluindo um emocionante jogo na prorrogação no quinto e último jogo, com o Phoenix prevalecendo sobre os Lakers por três jogos a dois.
No ano seguinte, Vlade Divac e o novato Nick Van Exel lideraram o time em pontuação, mas foi uma temporada difícil. Após perder veteranos como Byron Scott e A.C. Green na free agency, e com James Worthy em sua última temporada, os Lakers tiveram um recorde de 33–49 e falharam em se classificar para os playoffs pela primeira vez em 17 anos. Os Lakers fizeram uma última tentativa de playoffs quando Pfund foi demitido e Magic Johnson assumiu como técnico. Infelizmente, Johnson perdeu os últimos dez jogos da temporada, a pior sequência de derrotas na história da franquia até então. Percebendo que não tinha o perfil para ser treinador, Johnson se afastou e os Lakers nomearam Del Harris como técnico para a temporada de 1994–95.
Os Lakers foram um dos times mais melhorados na temporada de 1994–95, com um recorde de 48–34 e retornaram aos playoffs. A melhora significativa se deveu ao treinamento de Harris, ao melhor desempenho do armador Nick Van Exel em seu segundo ano, à maturidade dos veteranos Vlade Divac e Elden Campbell, à contratação de Cedric Ceballos na offseason e à escolha do novato Eddie Jones no draft. Ceballos registrou o primeiro jogo de 50 pontos por um jogador dos Lakers em mais de 20 anos. Os Lakers venceram sua primeira série de playoffs na era pós-Magic, derrotando o talentoso Seattle SuperSonics por três jogos a um antes de perder para o San Antonio Spurs, número um da Conferência Oeste, por quatro jogos a dois. Harris foi nomeado Treinador do Ano e Jerry West ganhou o prêmio de Executivo do Ano da NBA.
Os Lakers mantiveram basicamente o mesmo time na temporada de 1995–96 e registraram um recorde de 24–18 após 42 jogos. Em 30 de janeiro de 1996, Magic Johnson retornou aos Lakers como ala-pivô reserva e registrou 19 pontos, 10 assistências e 8 rebotes em seu primeiro jogo de volta contra o Golden State Warriors. Johnson jogou bem nas primeiras semanas de seu retorno e impulsionou os Lakers para um recorde de 29–11 enquanto estava em quadra. No entanto, à medida que a temporada avançava, as coisas começaram a desandar com a idade de Johnson e o tempo longe do jogo começando a afetar seu desempenho. O capitão do time, Cedric Ceballos, foi suspenso pela equipe, Nick Van Exel foi suspenso por sete jogos por empurrar um árbitro e Johnson também perdeu a compostura, sendo expulso de um jogo no final da temporada por esbarrar em um árbitro. Os Lakers em crise perderam na primeira rodada dos playoffs para o campeão defensor Houston Rockets por três jogos a um. Magic Johnson se aposentou novamente após a temporada.

### 1996–2004: Dinastia de O'Neal e Bryant
Durante a temporada de 1996-97, os Lakers adquiriram o jovem de 17 anos Kobe Bryant do Charlotte Hornets em troca de Vlade Divac; Bryant foi selecionado na 13ª posição no draft daquele ano, vindo da Lower Merion High School em Ardmore, Pensilvânia, pelo Charlotte. Los Angeles também assinou com o agente livre e ex-pivô do Orlando Magic, Shaquille O'Neal. A troca por Bryant foi ideia de Jerry West, e ele também foi influente na contratação do pivô. "Jerry West é a razão pela qual vim para os Lakers", disse O'Neal posteriormente. Eles usaram sua 24ª escolha no draft para selecionar Derek Fisher. Durante a temporada, a equipe também trocou Cedric Ceballos para o Phoenix Suns em troca de Robert Horry. O'Neal liderou a equipe a um recorde de 56–26, seu melhor desempenho desde a temporada de 1990-91, apesar de ter perdido 31 jogos devido a uma lesão no joelho. O'Neal teve médias de 26,2 pontos e 12,5 rebotes e terminou em terceiro na liga em bloqueios (média de 2,88) em 51 jogos. Os Lakers derrotaram o Portland Trail Blazers na primeira rodada dos playoffs. O'Neal marcou 46 pontos no Jogo 1 contra os Trail Blazers, marcando a maior pontuação em um único jogo de playoffs por um jogador dos Lakers desde que Jerry West marcou 53 contra o Boston Celtics em 1969. Apesar de uma performance recorde de 7 acertos em 7 tentativas de três pontos de Horry no Jogo 2, os Lakers perderam a próxima rodada por quatro jogos a um para o Utah Jazz.
Na temporada seguinte, 1997–98, os Lakers foram o único time sem jogadores com mais de 30 anos e foram reforçados por Rick Fox, vindo do Boston Celtics. Eles começaram com o melhor começo na história da franquia, 11–0, e competiram com o Seattle Supersonics pelo título da Divisão do Pacífico. Nos últimos dois meses, os Lakers venceram 22 dos últimos 25 jogos, terminando com um recorde de 61–21 e superando Seattle na classificação. O'Neal, apesar de perder 20 jogos devido a uma lesão abdominal, foi dominante, ficando apenas atrás de Michael Jordan em pontos por jogo e liderando a liga em percentual de arremessos de quadra (58.4%). Os Lakers derrotaram o Portland Trail Blazers na primeira rodada dos playoffs, e venceram o Seattle na rodada seguinte, virando a série após perder o primeiro jogo. No entanto, foram novamente varridos pelo Utah Jazz nas finais da Conferência.
Durante a temporada encurtada de 1998–99, Eddie Jones e Elden Campbell foram negociados com o Charlotte Hornets em troca de Glen Rice. Nick Van Exel foi trocado com o Denver Nuggets, e Dennis Rodman, famoso por seu estilo extravagante, se juntou ao time, embora tenha sido cortado após apenas 23 jogos. O time também adquiriu J. R. Reid e B. J. Armstrong. O técnico Del Harris foi demitido em fevereiro após uma sequência de três derrotas, sendo substituído interinamente pelo ex-jogador dos Lakers, Kurt Rambis. Os Lakers terminaram com um recorde de 31–19 na temporada encurtada, terminando em quarto na Conferência Oeste. Eles derrotaram o Houston por 3–1 na primeira rodada dos playoffs, mas foram varridos pelo San Antonio Spurs na rodada seguinte, com o jogo 4 sendo o último jogo jogado no The Forum.
A temporada de 1999–2000 trouxe grandes mudanças para os Lakers, incluindo uma nova casa: o Staples Center (compartilhada com o rival da cidade, Los Angeles Clippers), novos uniformes mais modernos substituindo os usados desde o final dos anos 70, um novo técnico: Phil Jackson, e um novo sistema: o triângulo ofensivo. A nova filosofia se mostrou eficaz, com os Lakers começando forte, vencendo 31 de seus primeiros 36 jogos e acumulando sequências de vitórias de 16, 19 e 11 jogos, tornando-se apenas o terceiro time na história da NBA a ter três sequências de dois dígitos em uma única temporada.
Apesar de terminarem a temporada regular com o melhor recorde da liga, 67–15, os Lakers enfrentaram dificuldades nos playoffs, precisando de cinco jogos para derrotar o Sacramento Kings e vindo de uma desvantagem de 15 pontos no quarto período do Jogo 7 das finais da Conferência Oeste contra o Portland Trail Blazers. Contra o Indiana Pacers, treinados pelo antigo rival dos Lakers, Larry Bird, os Lakers encontraram menos dificuldades e conquistaram seu primeiro título da NBA desde 1988. Shaquille O'Neal foi nomeado MVP da temporada e MVP das Finais em 2000. Além de compartilhar o prêmio de MVP do All-Star Game de 2000, ele foi apenas o terceiro jogador na história da NBA a vencer todos os três prêmios na mesma temporada. Kobe Bryant foi nomeado para a Equipe Defensiva da NBA, sendo o jogador mais jovem a conquistar essa honra. Bryant e outros jogadores como Derek Fisher, Rick Fox e Robert Horry floresceram sob o comando de Jackson.

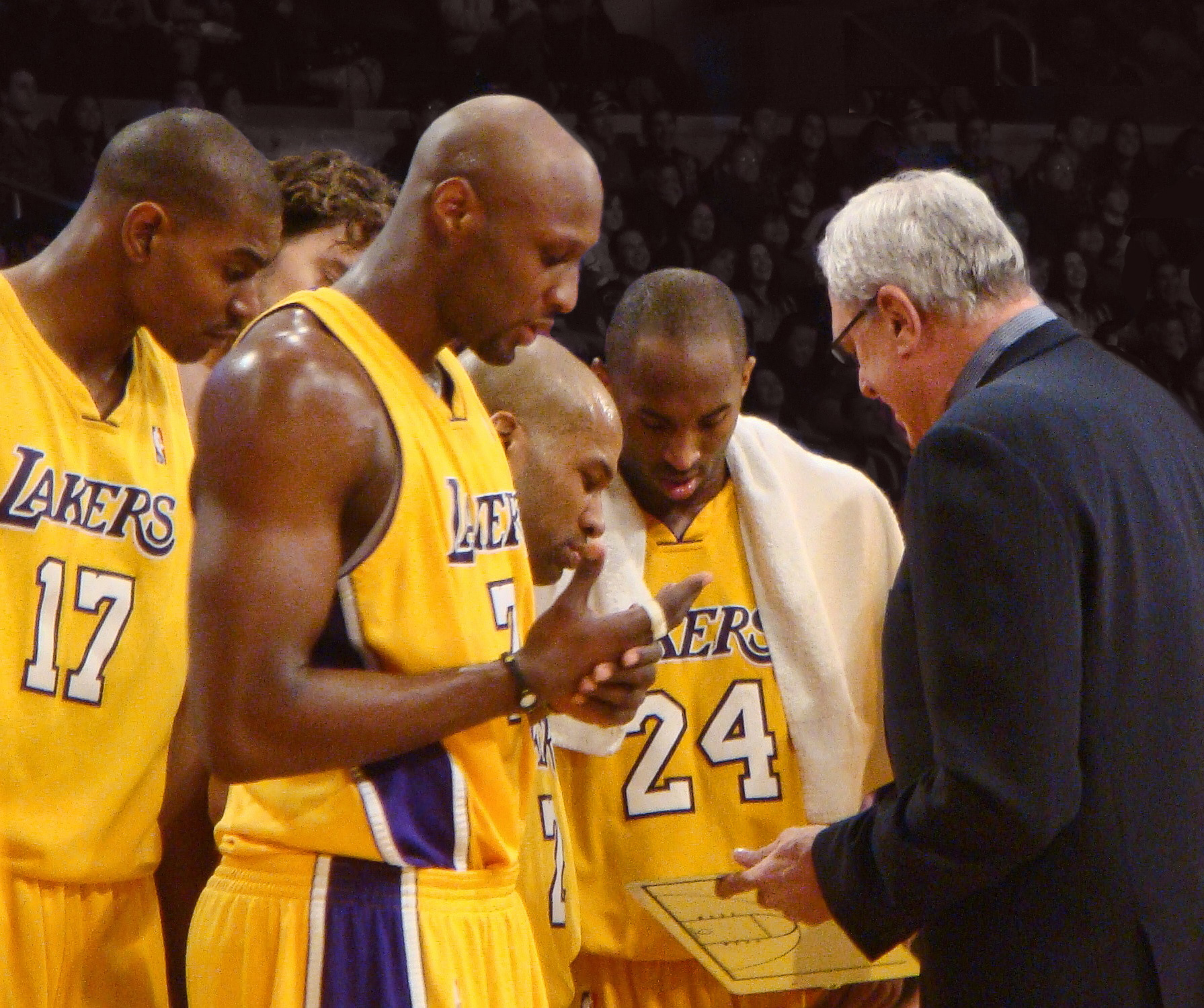
Phil Jackson treinou os Lakers em cinco títulos, todos com Kobe Bryant, três com Shaquille O'Neal e dois com Pau Gasol.

Os Lakers certamente pareciam favoritos para repetir o título no ano seguinte, mas tiveram um caminho mais difícil, acumulando 16 derrotas até o intervalo do All-Star Game, uma a mais do que haviam tido na temporada anterior inteira. Mesmo assim, eles se uniram e conseguiram superar o Sacramento Kings para conquistar o título da divisão. Em seguida, a equipe entrou em uma sequência avassaladora, varrendo as três primeiras séries dos playoffs. A série Lakers-Spurs nas finais da conferência foi a mais desigual da história das finais de conferência da NBA, com os Lakers vencendo por uma média de 22 pontos. Os Lakers perderam o primeiro jogo das Finais da NBA para o Philadelphia 76ers, mas isso provou ser apenas um contratempo temporário, pois eles varreram os próximos quatro jogos para conquistar seu segundo título consecutivo. O'Neal conquistou seu segundo prêmio de MVP das Finais e Derek Fisher estabeleceu um recorde nos playoffs com 15 arremessos de três pontos na série contra os Spurs. Os Lakers encerraram os playoffs de 2001 com um impressionante recorde de 15–1, o melhor recorde de uma única temporada nos playoffs da história da NBA; este recorde seria posteriormente superado em 2017 pelo Golden State Warriors, que terminaram os playoffs com 16–1.
Os Lakers começaram forte na temporada de 2001–02, vencendo 16 dos primeiros 17 jogos, mas um dedo do pé artrítico prejudicou O'Neal durante grande parte da temporada e os Lakers perderam a coroa da divisão para o Sacramento Kings. Assim começou uma pós-temporada memorável para Robert Horry, que selou a primeira série contra o Portland Trail Blazers com uma cesta de três pontos no último segundo, permitindo que os Lakers varressem. Os Lakers seguiram com uma vitória por 4–1 sobre o San Antonio Spurs na segunda rodada. Nas Finais da Conferência Oeste, os Lakers enfrentaram o talentoso Sacramento Kings, uma equipe que muitos acreditavam estar pronta para finalmente chegar às Finais da NBA. A série, que provavelmente será lembrada como uma das mais emocionantes Finais de Conferência da história da NBA, foi acirrada do início ao fim. Os Kings estavam a apenas segundos de abrir uma vantagem decisiva de 3–1 na série no Jogo 4 em Los Angeles, antes que um arremesso de três pontos no estouro do cronômetro por Robert Horry salvasse os Lakers, empatasse a série em 2–2 e permitisse que a equipe levassem a série para o sétimo e decisivo jogo em Sacramento. O Jogo 7 se mostrou tão dramático quanto os jogos anteriores da série, com os Lakers eventualmente derrotando os Kings na prorrogação e avançando para as Finais da NBA.
A Final contra o New Jersey Nets foi apenas uma formalidade, já que os Lakers varreram todos os quatro jogos em uma das Finais da NBA mais desequilibradas de todos os tempos. Ao garantirem seu terceiro título consecutivo da NBA, os Lakers de 2000–2002 garantiram seu lugar na história da NBA. O'Neal ganhou seu terceiro prêmio consecutivo de MVP das Finais, juntando-se apenas a Michael Jordan como jogadores que alcançaram tais honras, e Jackson ganhou seu nono título como treinador principal, empatando com a lenda dos Celtics, Red Auerbach, e superando Pat Riley como o treinador com mais vitórias nos playoffs.

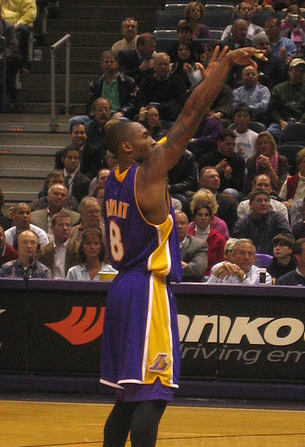
Kobe Bryant ganhou dois Prêmios de MVP das Finais com os Lakers em 2009 e 2010.

Os Lakers pareciam imparaveis e um quarto título consecutivo estava ao alcance deles. No entanto, eles começaram mal, com Shaquille O'Neal perdendo os primeiros 12 jogos enquanto se recuperava de uma cirurgia no dedo do pé, e depois levando tempo para entrar em forma. No Natal, a equipe estava com um recorde de 11–19, mas então Kobe Bryant teve a melhor sequência de desempenho de sua carreira, estabelecendo recordes na NBA como o jogador mais jovem a alcançar 10.000 pontos, mais arremessos de três pontos em um jogo (12), mais arremessos de três pontos em um tempo (8), e mais arremessos de três pontos consecutivos em um jogo (9). Além disso, ele estabeleceu um recorde da equipe de mais pontos em um tempo (42), marcou 40+ pontos em 9 jogos consecutivos (se juntando a Chamberlain e Jordan), marcou 35+ pontos em 13 jogos consecutivos (ficando atrás apenas de Chamberlain), se tornou o terceiro jogador a ter média de 40 pontos em um mês, e foi o primeiro jogador dos Lakers a registrar um triplo-duplo em jogos consecutivos desde Magic Johnson em 1991.
Os Lakers terminaram a temporada com um recorde de 50–32, sua 27ª temporada com mais de 50 vitórias desde que se mudaram para Los Angeles. Nos playoffs, o momento decisivo foi familiar. Com a série empatada em dois jogos cada, os Lakers já estavam sem um dos seus tri-capitães, Rick Fox, que havia rompido um ligamento no pé esquerdo durante a série contra o Minnesota Timberwolves. O San Antonio Spurs liderou com uma vantagem de até 25 pontos no jogo antes que a calma e a confiança dos Lakers emergissem novamente nos momentos finais. Estavam 18 pontos abaixo no último período, mas Los Angeles se recuperou, deixando-se com um déficit de dois pontos com apenas 14,7 segundos restantes no relógio. O jogo se resumiu a um herói familiar em uma situação conhecida. Com 3,6 segundos restantes no jogo, Robert Horry tentou o arremesso de três pontos potencialmente vencedor - só que desta vez o arremesso bateu no aro e saiu inexplicavelmente. Um arremesso que sempre caíra no passado não caiu desta vez. Em vez de comemorar outra vitória no último segundo que lhes teria dado uma vantagem de 3–2 na série e a chance de fechar os Spurs em Los Angeles, os Lakers enfrentaram a decepção de terem estado tão perto, mas agora enfrentando um déficit de 3–2 e estando à beira da eliminação. Os Spurs não desperdiçaram a chance de eliminar os Lakers. Eles dominaram no Jogo 6 e puseram fim aos sonhos dos Lakers de um quarto título consecutivo da NBA.
Determinados a recuperar o título no 25º ano de propriedade do Dr. Buss, os Lakers trouxeram Karl Malone e Gary Payton e começaram a temporada de 2003–04 com um estrondo, vencendo 20 de seus primeiros 25 jogos, durante os quais Malone se tornou o jogador mais velho a registrar um triplo-duplo. Mas então Malone se machucou no joelho, e outras lesões de Shaquille O'Neal e Kobe Bryant logo se seguiram, deixando Payton para liderar os jogadores mais jovens em um sistema ofensivo com o qual ele não estava particularmente familiarizado. Além disso, a equipe enfrentou a distração contínua do caso de agressão sexual de Bryant e as discussões entre O'Neal e Bryant que se seguiram após Bryant ser acusado.
Ainda assim, a equipe conseguiu se manter unida tempo suficiente para todos se recuperarem, encerrando a temporada com estilo com 14 vitórias em 17 jogos e um título da Divisão do Pacífico graças aos dois arremessos de três pontos no último segundo de Bryant contra Portland: um para empatar o jogo no final do tempo regulamentar e o segundo para vencer na prorrogação. Sem Robert Horry nos playoffs, coube a Derek Fisher salvar a equipe com um arremesso de três pontos no último segundo. Novamente os Lakers estavam em desvantagem de 0–2 para os Spurs (na época, os campeões defensores) nas semifinais. Novamente eles conseguiram empatar a série em dois jogos cada em casa. Novamente estavam em desvantagem quando o Jogo 5 chegou ao fim. A cesta milagrosa de Fisher, vinda de um passe que começou com apenas 0,4 segundos restantes no jogo, seria aclamada como um dos momentos mais incríveis dos playoffs da NBA. Desta vez, os Lakers voltaram para casa para o Jogo 6 realmente aproveitando a alegria de sua vitória improvável, e aproveitaram sua chance para eliminar os Spurs, avançando para as Finais da Conferência Oeste.
Depois de passar pelo número um da Conferência Oeste, o Minnesota Timberwolves, nas Finais da Conferência Oeste, os Lakers eram esperados para dominar seus adversários nas Finais da NBA, o Detroit Pistons. Mas acabou sendo o contrário, com os Pistons vencendo facilmente a série em cinco jogos, jogando um jogo orientado ao time com uma defesa particularmente rigorosa.

### 2004–2016: A era Kobe Bryant

#### 2004–2007: Reconstrução
No verão seguinte à temporada de 2003-04, os Lakers fizeram muitas mudanças. Phil Jackson estava esgotado, e a diretoria dos Lakers não estava disposta a aumentar seu salário de US$6 milhões por ano para US$12 milhões, quantia que ele queria para continuar. Além disso, o assistente técnico Tex Winter disse que Jackson anunciou no intervalo do All-Star Game de 2004 que não queria voltar aos Lakers se Kobe Bryant retornasse. As tensões latentes entre Shaquille O'Neal e Kobe Bryant finalmente culminaram. Quando Jackson não foi mantido como treinador (um movimento que muitos acreditavam ter sido orquestrado por Bryant), O'Neal exigiu uma troca, que foi concedida; ele foi para o Miami Heat em troca de Lamar Odom, Caron Butler e Brian Grant. Bryant testou o mercado de agentes livres antes de decidir ficar nos Lakers. Jackson se aposentou e Rudy Tomjanovich assumiu como novo treinador principal.
Gary Payton foi negociado com o Boston Celtics e Karl Malone se aposentou após passar por uma cirurgia no joelho, mas não antes de sua possível volta ser eliminada quando ele e Bryant tiveram um desentendimento. Apesar de todas as movimentações na offseason, os Lakers conseguiram um início de 24-19 no início da temporada de 2004-05, mas foi nesse momento que Tomjanovich deixou o time por problemas de saúde. Os Lakers lutaram sem Tomjanovich, mas ainda conseguiram um recorde de 32-29 e estavam em posição de chegar aos playoffs. No entanto, a equipe não conseguiu superar as lesões tardias de Bryant e Odom, e perderam 19 de seus últimos 21 jogos, terminando com um recorde de 34-48. Com esse recorde, os Lakers ficaram fora dos playoffs pela primeira vez em 11 anos e esta foi a quinta vez na história da franquia que isso aconteceu.
Apesar de tudo isso, Bryant continuou a quebrar recordes, incluindo se tornar o jogador mais jovem a alcançar 14.000 pontos e estabelecer um recorde da franquia com 43 lances livres consecutivos convertidos. A equipe também acertou 100% dos lances livres três vezes, a primeira desde 1991-92. Mas tudo isso resultou em pouco, já que os Lakers terminaram a temporada abaixo de 50% de aproveitamento e ficaram fora dos playoffs.
A temporada de 2005-06 veria os Lakers se reunirem com Phil Jackson. O ano de folga de Jackson, incluindo férias na Austrália, o deixou rejuvenescido, enquanto as dificuldades dos Lakers fizeram Jerry Buss reconsiderar sua disposição em atender às exigências salariais de Jackson. Na offseason, as movimentações mais significativas dos Lakers incluíram a aquisição de Kwame Brown do Washington Wizards em troca de Caron Butler e Chucky Atkins e a seleção do pivô Andrew Bynum no draft de 2005. Após o fraco desempenho da temporada anterior, muitos sentiram que simplesmente chegar aos playoffs seria um feito. O novo time dos Lakers parecia em certo modo modelado pela dinastia dos Bulls de Jackson nos anos 90, que conquistou 6 títulos. Lamar Odom, um ala talentoso, também foi visto por alguns como um tipo de jogador "Scottie Pippen" para complementar os talentos de Kobe Bryant.
Depois de um começo instável, a química da equipe pareceu melhorar drasticamente na segunda metade da temporada. Os Lakers conseguiram apresentar esforços mais consistentes conforme a temporada regular chegava ao fim. A arrancada tardia da equipe foi suficiente para garantir uma vaga nos playoffs e acalmar algumas preocupações imediatas dos fãs sobre o time. Eles enfrentaram o Phoenix Suns, cabeça de chave número dois, e depois que Bryant acertou dois arremessos decisivos para vencer o Jogo 4 em Los Angeles, pareciam estar a caminho de uma surpresa com uma vantagem de 3-1 na série. No entanto, Phoenix, liderado pelo MVP de 2006, Steve Nash, conseguiu reagir. Eles venceram em casa por 114-97 no Jogo 5, venceram em Los Angeles por 126-118 na prorrogação do Jogo 6 (quase perdendo no tempo regulamentar) e venceram por 121-90 no Jogo 7 em Phoenix. Os Lakers estavam perdendo por 60-45 no intervalo do Jogo 7. Bryant tinha 23 pontos no intervalo, mas marcaria apenas um ponto em três arremessos no segundo tempo. Vários críticos, sugeriram que Bryant, com seu time perdendo tanto, deveria ter tentado mais arremessos no segundo tempo; alguns, como Charles Barkley, até sugeriram que Bryant se recusou a arremessar para "provar um ponto" sobre a capacidade de pontuação inferior de seus colegas de equipe. Bryant e o técnico Phil Jackson negaram isso, ambos afirmando que Kobe estava seguindo o plano de jogo do intervalo ao envolver os outros.
Durante a offseason de 2006, os Lakers selecionaram o armador da UCLA, Jordan Farmar. Para surpresa de muitos fãs, os Lakers começaram a temporada com vitórias importantes sobre equipes como Utah Jazz, Dallas Mavericks e San Antonio Spurs. No entanto, as coisas começaram a desandar após uma série de lesões de Lamar Odom, Kwame Brown e Luke Walton. Kobe Bryant foi suspenso duas vezes por agredir adversários.
Após a temporada de 2006-07, o futuro da carreira de Kobe Bryant nos Lakers ficou em dúvida, quando ele exigiu ser trocado. Durante uma semana, ele foi tirânico e a situação se intensificou quando um vídeo sobre ele foi lançado. O vídeo o gravou dizendo que os Lakers deveriam ter trocado Andrew Bynum por Jason Kidd. Bryant insultou Bynum e foi crítico do gerente geral Mitch Kupchak. A gestão decidiu recontratar Derek Fisher, um herói do passado, mas os Lakers entraram na temporada frustrados e com interrogações.

#### 2007–2014: Bryant e Gasol
Os Lakers começaram surpreendentemente bem a temporada de 2007-08. Impulsionados pelo surgimento de Andrew Bynum como uma opção principal como pivô, os Lakers até mesmo desfrutaram de ser o time número um da Conferência Oeste por três dias. No entanto, antes que os Lakers pudessem saborear seu novo sucesso, Bynum sofreu uma lesão no joelho que o tiraria pelo resto da temporada. De repente, os Lakers perderam três jogos seguidos. O restante da temporada parecia sombrio para os Lakers, que estavam lutando para vencer jogos. Parecia que as lesões, mais uma vez, comprometeriam outra temporada dos Lakers.
Em 1º de fevereiro de 2008, os Lakers negociaram o impopular Kwame Brown, o novato Javaris Crittenton, o veterano Aaron McKie, os direitos de draft de Marc Gasol e escolhas de primeira rodada em 2008 e 2010 pelo ala Pau Gasol, all-star espanhol (irmão mais velho de Marc), e uma escolha de segunda rodada em 2010. Com os Lakers agora tendo um pivô e um ala-pivô que têm ambos pelo menos 2,13 metros de altura, analistas se referiram a Gasol e Bynum como "as torres gêmeas", semelhante a duplas famosas da NBA como Tim Duncan e David Robinson, Patrick Ewing e Bill Cartwright e a dupla original Hakeem Olajuwon e Ralph Sampson. Mesmo enquanto aguardavam o retorno de Bynum, os Lakers estavam jogando muito bem e tiveram um segundo sabor de serem os melhores na Conferência Oeste.
Com Kobe Bryant liderando com sua temporada de nível de MVP, o mês de abril foi muito triunfante para os Lakers, que rapidamente subiram ao topo da Conferência Oeste. Auxiliados pelas habilidades versáteis de Gasol e pelo jogo estelar de Lamar Odom como terceira opção, os Lakers garantiram seu lugar nos playoffs pela 55ª vez em 60 anos na liga, conquistaram a Divisão do Pacífico (a primeira desde que Shaq saiu em 2004) e garantiram a primeira colocação na Conferência Oeste pela primeira vez desde a temporada de 1999-2000. Bryant também foi nomeado o MVP da NBA de 2007-2008. Entrando nos playoffs, os Lakers registraram um recorde de 12-3 até chegarem às finais. No entanto, problemas surgiram repentinamente quando os Lakers enfrentaram o Boston Celtics nas Finais da NBA de 2008. Os Celtics, o melhor time da temporada regular, derrotaram convincentemente os Lakers por 4-2.
Na temporada de 2008-09, os Lakers tinham apenas um objetivo em mente: "título". Em janeiro, eles perderam novamente Andrew Bynum devido a uma lesão. Ele retornaria para os últimos jogos da temporada regular, e os Lakers terminaram com um recorde de 65-17. Nos playoffs, a equipe venceu facilmente o Utah Jazz, mas enfrentou então um time difícil do Houston Rockets na segunda rodada. Embora os Rockets tenham surpreendido a torcida do Staples Center com uma vitória no Jogo 1, os Lakers levaram a série em sete jogos, com a maioria dos jogos sendo dominados. O Denver Nuggets manteve a próxima rodada apertada para o L.A., até os Lakers vencerem o Jogo 6 com uma conferência. Nas finais contra o Orlando Magic, três jogos foram próximos, mas os Lakers venceram em 5 e foram coroados campeões da NBA pela primeira vez em 7 anos. Kobe Bryant foi nomeado MVP das Finais.

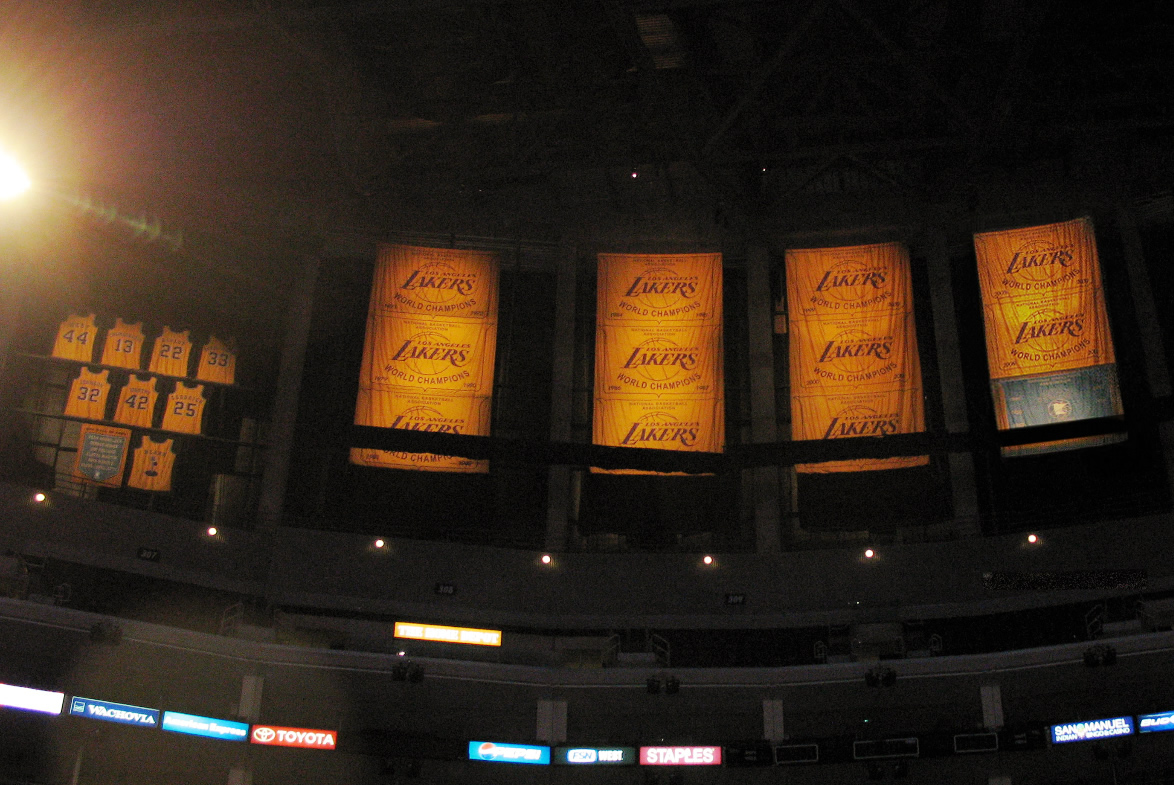
Cinco banners de títulos foram adicionados ao teto do Staples Center durante o tempo que Phil Jackson passou nos Lakers

Em 3 de julho de 2009, os Lakers assinaram com Ron Artest, ala do Houston Rockets. A equipe novamente venceu a Conferência Oeste e chegaram a sua terceira final consecutiva, na qual enfrentaram novamente o Boston Celtics. Diante de grande parte do mesmo elenco com o qual jogaram em 2008, a série foi muito equilibrada, com ambos os times alternando vitórias nos primeiros quatro jogos. Depois que os Celtics venceram um jogo decisivo no Jogo 5, a série voltou para Los Angeles, onde os Lakers venceram com uma grande vantagem. Chegando ao quinto Jogo 7 na história da rivalidade, Boston jogou bem no início do jogo. No entanto, os Lakers se recuperaram no quarto quarto para uma torcida fervorosa do Staples Center. Liderados pelo rebote de Bryant e Gasol, e com arremessos decisivos de Ron Artest e Derek Fisher, os Lakers venceram o seu décimo sexto campeonato da NBA. Bryant foi agraciado com seu segundo prêmio consecutivo de MVP das Finais.
Nos playoffs de 2011, os Lakers avançaram da primeira rodada ao derrotar o New Orleans Hornets por 4-2. No entanto, o Dallas Mavericks varreu os Lakers e encerrou a carreira de Phil Jackson com uma derrota por 36 pontos no Jogo 4.
Após a aposentadoria de Jackson, o ex-treinador do Cleveland Cavaliers, Mike Brown, foi contratado como treinador principal. Em 8 de dezembro de 2011, os Lakers, o New Orleans Hornets e o Houston Rockets concordaram com uma troca que enviaria Chris Paul para Los Angeles. O comissário da NBA, David Stern, anulou a troca. A decisão foi recebida com severas críticas por jogadores e jornalistas esportivos. A liga havia adquirido os Hornets do antigo proprietário George Shinn, e o escritório do comissário tem autoridade final sobre todas as decisões de gestão. Vários outros proprietários também se opuseram ao acordo (mais notadamente o proprietário do Cleveland Cavaliers, Dan Gilbert). Duas semanas antes do início da temporada de 2011-12, os Lakers trocaram Lamar Odom, junto com uma escolha de draft de segunda rodada em 2012, para o Dallas Mavericks por uma escolha de primeira rodada de 2014. No final do prazo de trocas, os Lakers trocaram o armador de longa data Derek Fisher para o Houston Rockets por Jordan Hill. Durante os playoffs de 2012, os Lakers quase perderam uma vantagem de 3-1 na série contra o Denver Nuggets, mas fecharam a série no sétimo jogo. Na semifinal, a equipe perdeu para o Oklahoma City Thunder por 4-1.
Entrando na temporada de 2012-13, os Lakers fizeram mudanças importantes em seu elenco, trocando várias escolhas de draft para o Phoenix Suns por Steve Nash e negociando Andrew Bynum e uma escolha de primeira rodada em uma troca de quatro equipes que lhes rendeu Dwight Howard. Depois de um início de 1-4 na temporada, Mike Brown foi demitido como treinador principal. Os Lakers primeiro entraram em contato com Phil Jackson para substituir Brown; no entanto, as negociações estagnaram enquanto Jackson solicitava tempo para considerar a posição. No dia seguinte, a equipe conversou com Mike D'Antoni e o contratou em uma decisão unânime da diretoria. Eles sentiram que o estilo de jogo acelerado de D'Antoni o tornava um "ótimo ajuste" para a equipe, mais adequado do que o sistema de triângulo de Jackson. D'Antoni foi reunido com Nash, que ganhou dois  Prêmios de MVPs em quatro temporadas sob comando de D'Antoni enquanto estava nos Suns. Bryant também estava familiarizado com D'Antoni; Bryant, quando criança, o conheceu quando D'Antoni era uma estrela na Itália e o pai de Bryant também estava jogando lá. Bryant se aproximou de D'Antoni durante o tempo deles na Seleção Americana.
A estreia de Mike D'Antoni como treinador dos Lakers foi adiada enquanto ele se recuperava de uma cirurgia de joelho realizada semanas antes. Bernie Bickerstaff, que foi o treinador interino dos Lakers após a demissão de Brown, continuou nesse papel após a contratação de D'Antoni. Ele teve um desempenho de 4-1 como treinador interino, vencendo seus dois últimos jogos enquanto D'Antoni começava a liderar os treinos da equipe. D'Antoni previu que os Lakers, então com um recorde de 3-5 e classificados em 20º lugar em pontuação com 96,5 pontos por jogo, deveriam estar marcando "110-115 pontos por jogo". Ele queria reviver a era Showtime. Em 20 de novembro, ele treinou seu primeiro jogo - nove dias depois de ser contratado - numa vitória por 95-90 contra o Brooklyn Nets. Em 18 de fevereiro de 2013, a franquia dos Lakers e o mundo esportivo ficaram tristes com a morte do Dr. Jerry Buss aos 80 anos. Em seu primeiro jogo após seu falecimento e após um discurso de tributo de Kobe Bryant, junto com um momento de silêncio pela multidão, uma emocionada e inspirada equipe dos Lakers derrotou seu arquirrival Celtics. Com 10 títulos e 16 aparições nas finais durante seu mandato como proprietário, iniciado em 1979 até sua morte, o Dr. Buss foi o proprietário mais bem-sucedido na história dos esportes da América do Norte.
Apesar de todas as dificuldades, incluindo uma lesão de Kobe Bryant em uma polêmica derrota para o Atlanta Hawks em março, na qual não foram concedidos dois lances livres após a lesão, os Lakers se classificaram para os playoffs como a sétima colocação com um recorde de 45-37, garantindo a vaga nos playoffs apenas no último jogo. Seu confronto da primeira rodada contra San Antonio não foi nada próximo, já que os Spurs venceram todos os quatro jogos facilmente. Na temporada de 2013-14, os Lakers começaram com um recorde de 10-9 antes de terminarem com 27-55 e perderem os playoffs apenas pela sexta vez desde que se mudaram para Los Angeles.

#### 2014–2016: Aposentadoria de Bryant
Os Lakers ganharam o direito à sétima escolha do draft da NBA de 2014, com a qual selecionaram Julius Randle, um ala-pivô da Universidade de Kentucky. O Washington Wizards concordou em vender aos Lakers os direitos da 46ª escolha do draft. Os Lakers escolheram Jordan Clarkson.
Depois que os Lakers não se classificaram para os playoffs de 2014, Pau Gasol assinou com o Chicago Bulls. A equipe encerrou a temporada de 2014-15 com um recorde de 21-61, não se classificando para os playoffs e alcançando o pior recorde da história da franquia. Os Lakers obtiveram a segunda escolha do draft de 2015, onde selecionaram o armador da Universidade Estadual de Ohio, D'Angelo Russell. Eles também selecionaram Larry Nance Jr. com a 27ª escolha e Anthony Brown com a 34ª escolha.
No início da temporada de 2015-16, Bryant anunciou que se aposentaria ao final da temporada. No último jogo de Bryant, ele proporcionou aos Lakers mais um jogo de 60 pontos em uma vitória por 101-96 sobre o Utah Jazz. Os Lakers foram eliminados da disputa pelos playoffs pela terceira temporada consecutiva, a nona vez desde que se mudaram para Los Angeles, e estabeleceram um novo recorde da equipe com o pior desempenho de 17-65. Foi a primeira seca de playoffs para os Lakers que ultrapassou duas ausências seguidas nas temporadas de 1974-75 e 1975-76. Com 20 temporadas, Bryant teve a carreira mais longa com um único time, uma distinção agora mantida pelo lendário Dirk Nowitzki do Dallas Mavericks.

### 2016–2018: Pós-Bryant
Em 24 de abril de 2016, os Lakers anunciaram a demissão do técnico Byron Scott. Ele foi substituído por Luke Walton, assistente do Golden State  Warriors e ex-jogador dos Lakers. Logo depois, a equipe conquistou a segunda escolha geral no draft de 2016 e selecionaram Brandon Ingram da Universidade Duke.
Em 21 de fevereiro de 2017, os Lakers demitiram o gerente geral Mitch Kupchak, enquanto Magic Johnson foi nomeado presidente de operações de basquete. A dona da equipe, Jeanie Buss, também anunciou a remoção de seu irmão, Jim Buss, de seu cargo como vice-presidente executivo de operações de basquete. Em 7 de março de 2017, os Lakers contrataram Rob Pelinka como gerente geral.
No draft da NBA de 2017, os Lakers tiveram novamente a segunda escolha geral e selecionaram Lonzo Ball de UCLA. Em uma troca realizada no dia do draft, os Lakers também adquiriram Brook Lopez e a 27ª escolha geral, Kyle Kuzma, do Brooklyn Nets, em troca de D'Angelo Russell e Timofey Mozgov. A temporada de 2017–18 viu mais uma melhoria com um recorde de 35–47, nove vitórias a mais que a temporada anterior. Além disso, Jordan Clarkson e Larry Nance Jr. foram trocados para o Cleveland Cavaliers em troca de Isaiah Thomas, Channing Frye e a 25ª escolha geral no draft de 2018. Essa escolha foi usada para selecionar o pivô Moritz Wagner de Michigan.

### 2018–Presente: Era LeBron James

#### 2018–2019: A chegada de LeBron James

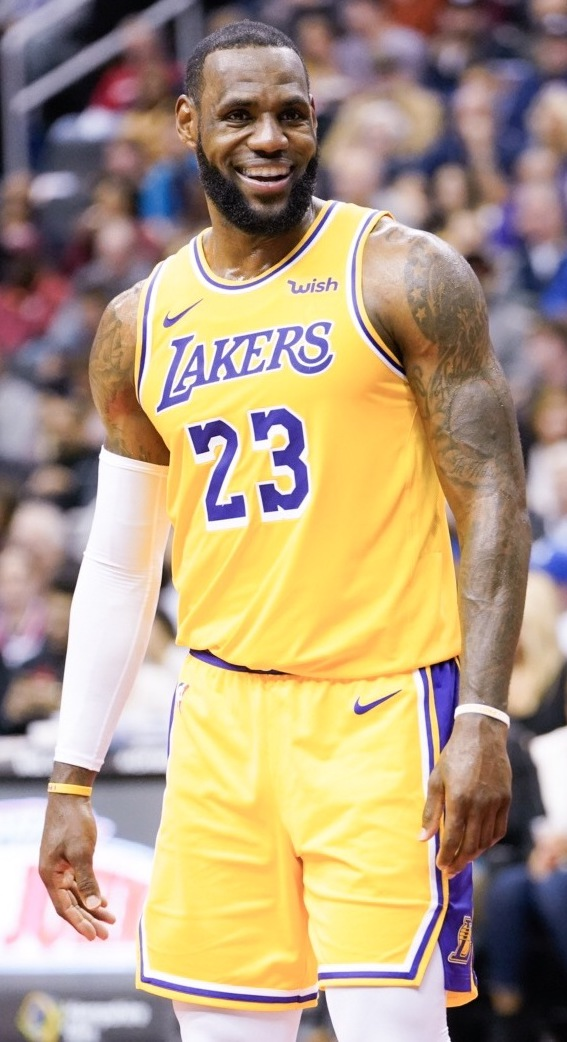
LeBron James assinou com os Lakers em 2018. Ele liderou a equipe ao seu 17ºtítulo em 2020 e ganhou o MVP das Finais.

Em 9 de julho de 2018, os Lakers assinaram um contrato de 4 anos e US$154 milhões com LeBron James. Durante a temporada de 2018-19, a equipe enfrentou várias lesões e não se classificaram para os playoffs pela sexta temporada consecutiva. Em 9 de abril de 2019, Magic Johnson renunciou ao cargo de presidente de operações de basquete, enquanto os Lakers terminaram a temporada de 2018-19 com um recorde de 37-45. Em 12 de abril, os Lakers e o treinador Luke Walton concordaram em seguir caminhos separados após três temporadas.

#### 2019–Presente: Era James e Davis

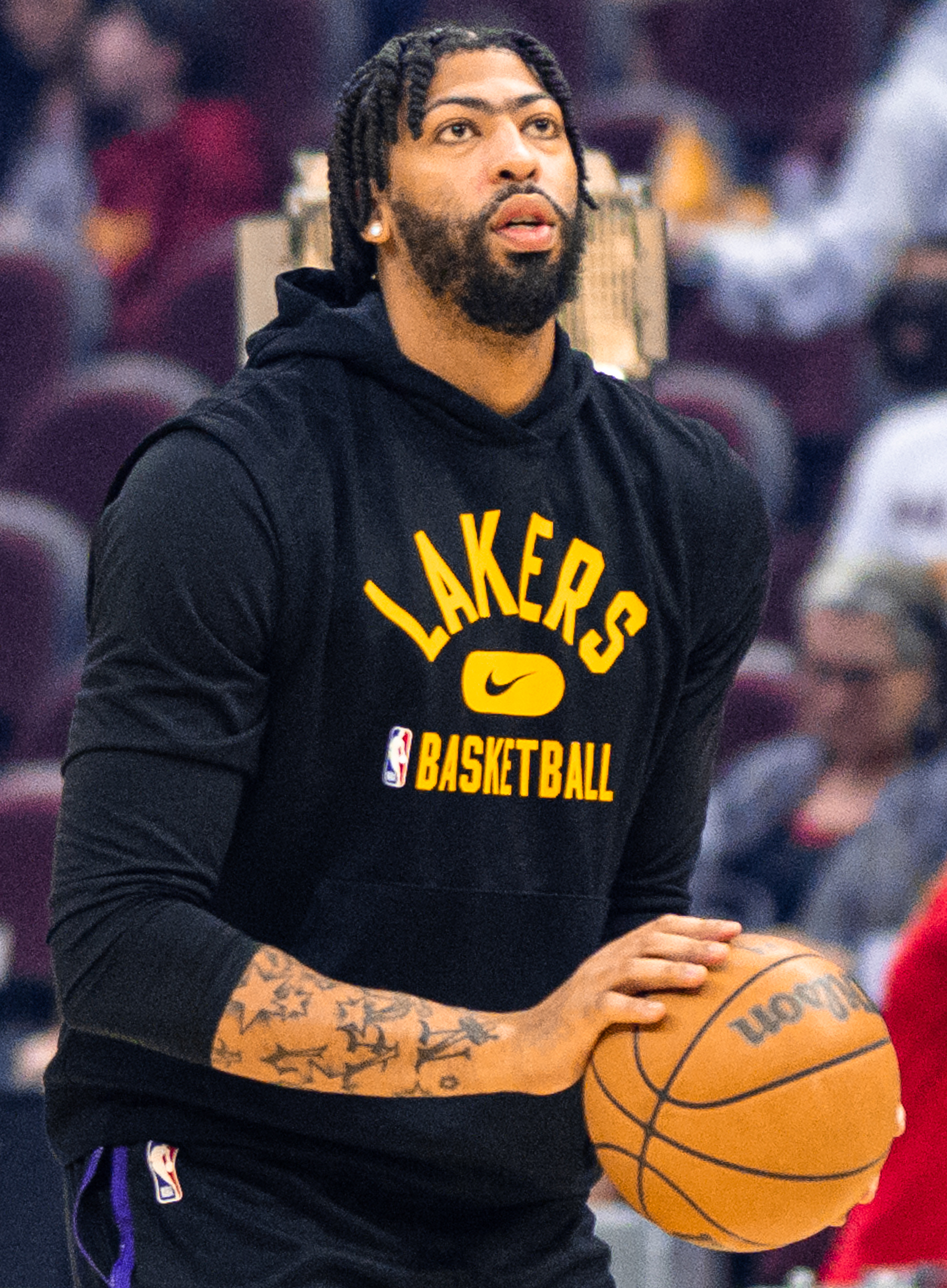
Anthony Davis foi trocado para os Lakers em 2019.

Em 13 de maio, os Lakers contrataram Frank Vogel como técnico principal. Em 6 de julho, os Lakers adquiriram Anthony Davis do New Orleans Pelicans em troca de Lonzo Ball, Brandon Ingram, Josh Hart e três escolhas de primeira rodada, incluindo a quarta escolha geral do draft de 2019.
Durante a temporada de 2019-20, os Lakers se classificaram para os playoffs pela primeira vez desde 2013. No entanto, a temporada foi marcada pela tristeza da morte de Kobe Bryant em 26 de janeiro. A equipe terminou a temporada regular com um recorde de 52–19, como a primeira equipe na Conferência Oeste pela primeira vez desde 2010, marcando a 17ª vez na história da franquia. A temporada foi interrompida devido à pandemia de coronavírus, sendo retomada meses depois em Orlando, no Disney World, sob circunstâncias especiais e sem a presença de público.
Nos playoffs, os Lakers enfrentaram e eliminaram o Portland Trail Blazers na primeira rodada, vencendo quatro jogos consecutivos após perder o Jogo 1. Na rodada seguinte, contra o Houston Rockets, os Lakers novamente venceram quatro jogos seguidos após perder o primeiro jogo, avançando para as finais da Conferência Oeste pela primeira vez desde 2010. Na final da conferência, eles derrotaram o Denver Nuggets por 4-1, avançando para as finais da NBA pela primeira vez em uma década. Nas Finais de 2020, a equipe venceu o Miami Heat em seis jogos, conquistando o 17º título da NBA para a franquia.
Na temporada seguinte, com lesões de LeBron James e Anthony Davis, os Lakers terminaram com um recorde de 42–30 como o sétimo colocado no Oeste. A equipe foi eliminada na primeira rodada pelo Phoenix Suns, que eram o segundo colocado.
Durante a temporada de 2021-22, os Lakers terminaram com um recorde de 33–49, um jogo atrás da última vaga no Play-In. Após a temporada, o técnico Frank Vogel foi demitido em 11 de abril de 2022.
Na temporada de 2022-23, os Lakers começaram com 0-5, sendo o último time sem vitórias na NBA. Eles conseguiram se recuperar e se classificaram para o Play-In pela primeira vez desde 2021, vencendo o Minnesota Timberwolves na prorrogação para retornar aos playoffs após um ano de ausência. Nos playoffs, eles derrotaram o Memphis Grizzlies em seis jogos na primeira rodada, e em seguida venceram o Golden State Warriors também em seis jogos na semifinal da conferência, tornando-se o primeiro time como o 7º colocado a chegar às finais da Conferência Oeste desde o Seattle SuperSonics de 1986-87. No entanto, os Lakers foram varridos pelo eventual campeão Denver Nuggets nas finais da Conferência Oeste em 4 jogos, marcando a primeira vez que os Nuggets venceram uma série de playoffs contra os Lakers em sua história de franquia.
Após um início instável na temporada de 2023-24 com um recorde de 3-5, os Lakers se recuperaram com 12 vitórias nos próximos 16 jogos. Durante este período, venceram a Copa NBA, derrotando o Indiana Pacers na final inaugural do torneio. Apesar de LeBron James ter jogado a maioria dos jogos da temporada e Anthony Davis tendo uma temporada com o maior número de jogos de sua carreira, o restante do elenco foi prejudicado por lesões. Eles recuperaram o ímpeto em novembro, terminando a temporada com 23 vitórias nos últimos 33 jogos, o quinto melhor recorde durante esse período, terminando em 7º lugar no Oeste. Após vencerem o New Orleans Pelicans na primeira rodada dos playoffs, os Lakers foram eliminados pelos Nuggets na primeira rodada por 4-1.
Após a temporada, os Lakers demitiram o treinador Darvin Ham e contrataram JJ Reddick como o novo técnico da equipe. Poucos dias depois, selecionaram Bronny James, o filho mais velho de LeBron, na segunda rodada do draft da NBA de 2024.

## Rivalidades

### Boston Celtics
A rivalidade entre o Boston Celtics e o Los Angeles Lakers envolve as duas franquias de basquete mais históricas da National Basketball Association (NBA). Ela é considerada a melhor rivalidade na liga. As duas equipes se enfrentaram um recorde de 12 vezes nas finais da NBA, começando com seu primeiro encontro nas finais em 1959. Elas dominaram a liga nas décadas de 1960 e 1980, enfrentando-se seis vezes na década de 1960 e três vezes na década de 1980.
A rivalidade foi menos intensa desde as aposentadorias de Magic Johnson e Larry Bird no início dos anos 1990, mas em 2008 foi renovada, quando Celtics e Lakers se enfrentaram nas finais pela primeira vez desde 1987, com os Celtics vencendo a série por 4–2. Eles se enfrentaram novamente nas finais da NBA de 2010, que os Lakers venceram em 7 jogos.
As duas equipes estavam empatadas pelo maior número de títulos, com 17 cada, até que os Celtics superaram esse recorde nas finais da NBA de 2024; juntos, os 35 títulos representam quase metade dos 78 campeonatos na história da NBA.
O recorde geral da série entre Lakers e Celtics é de 209–165, com os Celtics à frente. Boston é o único time da NBA com um recorde geral de vitórias contra os Lakers.

### Golden State Warriors
Os Lakers têm uma longa história com o Golden State Warriors, já que ambas as franquias se mudaram para a Califórnia no início da década de 1960. A geografia desempenha um papel menor na rivalidade; no entanto, existe mais respeito entre os times e os torcedores, ao contrário da rivalidade Dodgers-Giants da MLB, ou da rivalidade 49ers-Rams da NFL, em que ambos os times expressam uma animosidade feroz um contra o outro.
A rivalidade começou a brotar quando as duas equipes se encontraram seis vezes na pós-temporada, de 1967 a 1991. Ambas as equipes flutuaram em sucesso em momentos variados; no entanto, a recente ascensão dos Lakers após a contratação de LeBron James contribuiu fortemente para adicionar um nível de competição entre os dois lados, já que James havia enfrentado os Warriors em quatro finais consecutivas como membro do Cleveland Cavaliers. Ambas as equipes se enfrentaram sete vezes na pós-temporada, somando 38 títulos de divisão desde que ambas se mudaram para a Califórnia no início dos anos 1960. Os Lakers lideram a série de todos os tempos na temporada regular por 262-173, e a série de pós-temporada por 25-11.

### Los Angeles Clippers
A rivalidade entre os Lakers e o Los Angeles Clippers é única porque eles são os únicos dois times da NBA a compartilhar uma arena, a Crypto.com Arena. É também uma das duas únicas rivalidades intra-cidade na NBA, sendo a outra a nova rivalidade entre o New York Knicks e o Brooklyn Nets.
Historicamente, os torcedores de Los Angeles sempre favoreceram os Lakers. Alguns argumentam que o termo "rivalidade" era impreciso até que os Clippers se tornassem mais bem-sucedidos.

### San Antonio Spurs
O San Antonio Spurs e os Lakers desenvolveram o que alguns classificam como uma rivalidade no final da década de 1990 e início dos anos 2000. Desde 1999, as equipes se encontraram cinco vezes nos playoffs da NBA, com os clubes combinando para aparecer em sete finais consecutivas da NBA (de 1999 a 2005). Além disso, as equipes combinaram para ganhar cinco títulos da NBA de 1999 a 2003; os Spurs venceram em 1999, 2003, 2005, 2007 e 2014, enquanto os Lakers venceram em 2000, 2001, 2002, 2009 e 2010. De 1999 a 2004, a rivalidade dos clubes era frequentemente considerada a principal rivalidade na NBA, e cada vez que os clubes se enfrentavam nos playoffs, o vencedor avançava para as finais da NBA. Em 2008, as equipes se encontraram novamente nas finais da Conferência Oeste, onde os Spurs foram derrotados, mas venceram os Lakers quando se encontraram novamente em 2013.

## Donos, História Financeira e Base de Fãs
Berger e Chalfen compraram o Detroit Gems, da NBL, por US$15.000 em 1947, mudaram o nome para Lakers e os realocaram para Minnesota. Max Winter comprou um terço do clube nos primeiros anos e vendeu sua parte para George Mikan em 1954. Berger comprou a parte de Mikan em 1956, dando-lhe uma participação majoritária. Após a aposentadoria de Mikan, a presença nos jogos caiu drasticamente e o time perdeu dinheiro por várias temporadas, levando o grupo de proprietários a colocar o time à venda em 1957. Marty Marion, um jogador e treinador de beisebol aposentado, e seu parceiro de negócios Milton Fischman tentaram comprar o time com a intenção de movê-lo para Kansas City, Missouri. Mikan ofereceu hipotecar sua casa na tentativa de comprar o time e mantê-lo em Minnesota. No entanto, os Lakers foram vendidos a um grupo de investidores liderado por Bob Short. O time foi vendido ao grupo de Short com o acordo de que não seria realocado para Kansas City, mas mantido em Minnesota. O grupo de propriedade de Short consistia em 117 empresas e cidadãos privados de Minnesota, que reuniram um total de US$200.000 para a compra; US$150.000 para comprar o time e US$50.000 para administrá-lo. Em 1958, Short havia se tornado proprietário de 80% do time comprando seus parceiros, mas o time estava em declínio. A presença nos jogos continuava baixa e a NBA havia colocado os Lakers em "probation financeira", notificando-os de que, se não atingissem certos números de venda de ingressos, poderiam ser comprados pela liga e realocados. Short foi forçado a mover o time para Los Angeles em 1960; o clube havia perdido US$60.000 na primeira metade da temporada de 1959-60. Short vendeu o time para o proprietário do Washington Redskins, Jack Kent Cooke, em 1965 por um valor recorde na liga de US$5,1 milhões. Short insistiu que o negócio fosse conduzido em dinheiro, pois estava desconfiado de Cooke, então guardas transportaram o dinheiro em um carrinho de um banco de Nova York para outro.

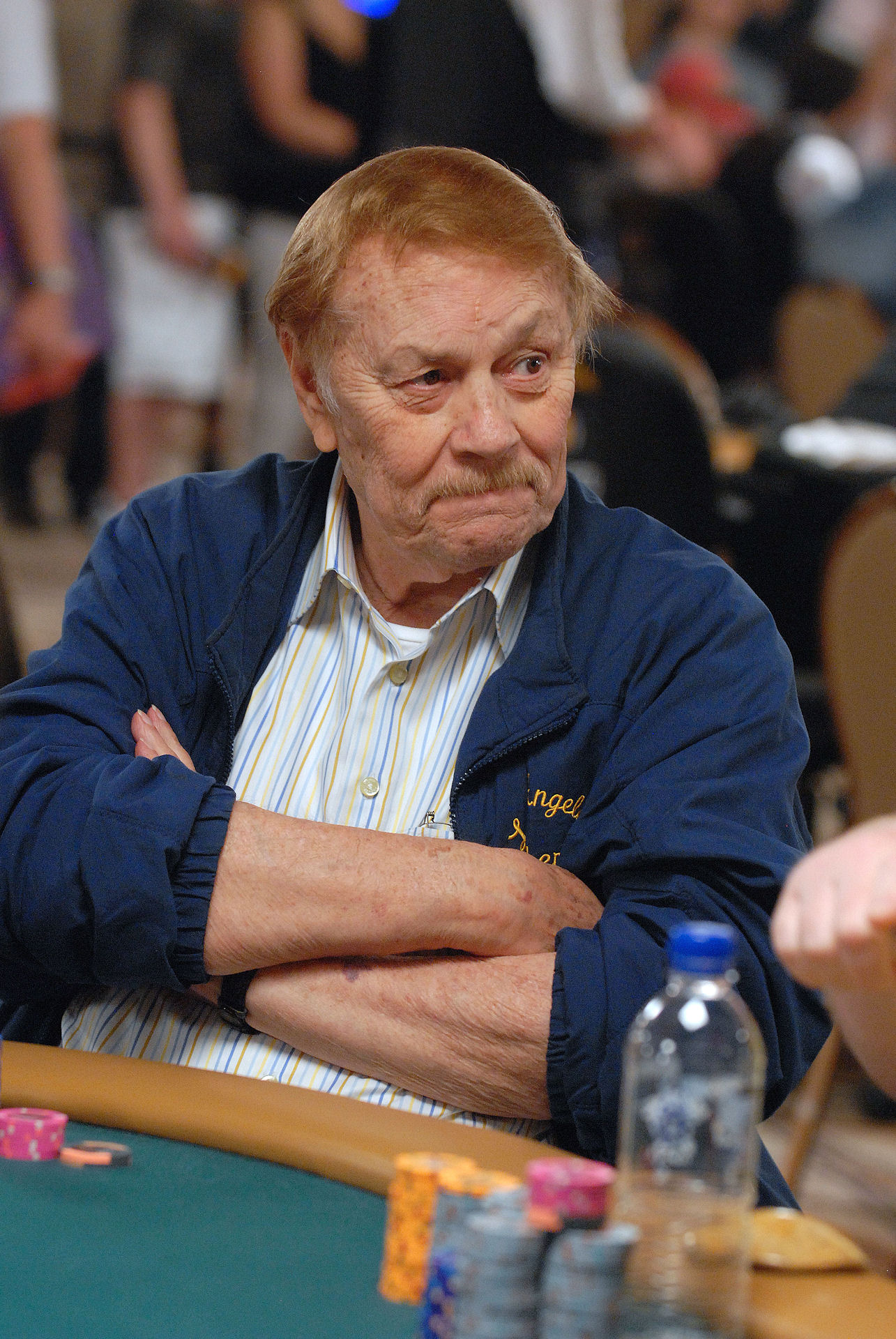
Jerry Buss comprou o time em 1979 e ficou no seu comando até sua morte em 2013.

Cooke foi um proprietário mais ativo do que Short e reformulou as operações do time. Ele financiou pessoalmente a construção do The Forum em 1967, a um custo de US$16,5 milhões. Ele possuía o time até 1979, quando o vendeu, junto com o Los Angeles Kings da NHL, o Forum e alguns imóveis para Jerry Buss por US$67 milhões. Cooke foi forçado a vender o time devido a um divórcio custoso. Buss era um engenheiro químico local e ex-professor da Universidade do Sul da Califórnia que havia se tornado rico com imóveis. Philip Anschutz comprou uma participação no time em 1998, e até outubro de 2010, Magic Johnson também era proprietário minoritário. Buss iniciou a tendência de permitir que patrocinadores adicionassem seu nome aos ginásios dos times quando renomeou o Forum como Great Western Forum em 1988. Em 2009, os principais patrocinadores incluíam Verizon Wireless, Toyota, Anheuser-Busch e American Express, e o preço médio dos ingressos do time era de US$113, o mais alto da liga. Em 2013, Buss morreu aos 80 anos após ser hospitalizado por 18 meses com câncer. Sua propriedade controladora do time foi passada para seus seis filhos, com cada filho recebendo um voto igual. O plano de sucessão de Buss fez com que sua filha Jeanie Buss assumisse seu título como dona dos Lakers, bem como sua representante no Conselho de Donos da NBA.
Dada a proximidade do time com Hollywood, a base de fãs dos Lakers inclui inúmeras celebridades, muitas das quais podem ser vistas no Staples Center durante os jogos em casa. Jack Nicholson, por exemplo, possui ingressos de temporada desde a década de 1970, e os diretores supostamente precisam ajustar seus cronogramas de filmagem em torno dos jogos em casa dos Lakers. Entre 2002 e 2007, o time teve uma média de pouco mais de 18.900 fãs por jogo, o que os colocou entre os dez primeiros da NBA em público. Em 2008, o time esgotou todos os ingressos para jogos em casa, e em 2010, os Lakers tinham os produtos de time mais populares entre todos os times da NBA, e Kobe Bryant tinha a camisa mais popular.
Em junho de 2025, em um comunicado enviado à imprensa, Jeanie Buss, presidente dos Los Angeles Lakers confirmou que ela, e seus cinco irmãos fecharam acordo para vender a participação majoritária da equipe para Mark Walter, em uma negociação avaliada em aproximadamente US$ 10 bilhões (cerca de R$ 55 bilhões). Trata-se da maior venda de uma franquia esportiva na história.

## Nome, logo e uniformes

Logo atual do Los Angeles Lakers

O apelido "Lakers" vem do fato do estado de Minnesota ser "o lar de dez mil lagos". As cores do time são dourado, roxo e branco e o logo principal da equipe consiste no nome do time "Los Angeles Lakers" escrito em roxo em cima de uma bola de basquete dourada. O uniforme dourado é usado em jogos em casa e o uniforme roxo é utilizado em jogos fora. A equipe também utiliza um uniforme branco para os jogos de domingo e ocasiões especiais.
Na pós-temporada de 2020, em homenagem ao falecido Kobe Bryant, que morrera em fevereiro do mesmo ano, os Lakers usaram um uniforme preto  desenhado pelo próprio Bryant, chamado "Mamba Negra" em alusão a um apelido do jogador.

## Arenas
- Minneapolis Auditorium (1947-1959)
- Minneapolis Armory (1959-60)
  - (Por ter conflitos na programação dos jogos, os Lakers jogaram Auditorium e no Armory no período do 1947-60. Também jogaram alguns jogos no St. Paul Auditorium.)
- Los Angeles Memorial Sports Arena (1960-1967)
- The Forum (1967-1999)
- Staples Center/Crypto.com Arena (1999-presente)

## Jogadores

### Direitos de draft
Os Lakers detém os direitos de draft para as seguintes escolhas não assinadas que jogam fora da NBA. Um jogador selecionado, um selecionado internacional ou um selecionado da faculdade que não seja contratado pela equipe que o selecionou, poderá assinar com qualquer time que não seja da NBA. Nesse caso, a equipe mantém os direitos de Draft do jogador na NBA até um ano após o término do contrato do jogador com a equipe que não é da NBA. Esta lista inclui direitos de Draft que foram adquiridos de negociações com outras equipes.
| Draft | Rodada | Escolha | Jogador         | Nacionalidade | Time atual           | Nota                         | Ref     |
| ----- | ------ | ------- | --------------- | ------------- | -------------------- | ---------------------------- | ------- |
| 2014  | 2      | 57      | Louis Labeyrie  | França        | UNICS Kazan (Russia) | Adquirido do New York Knicks | [ 238 ] |
| 2009  | 2      | 59      | Chinemelu Elonu | Nigéria       | Al Qadsia (Kuwait)   |                              | [ 239 ] |

### Números Aposentados

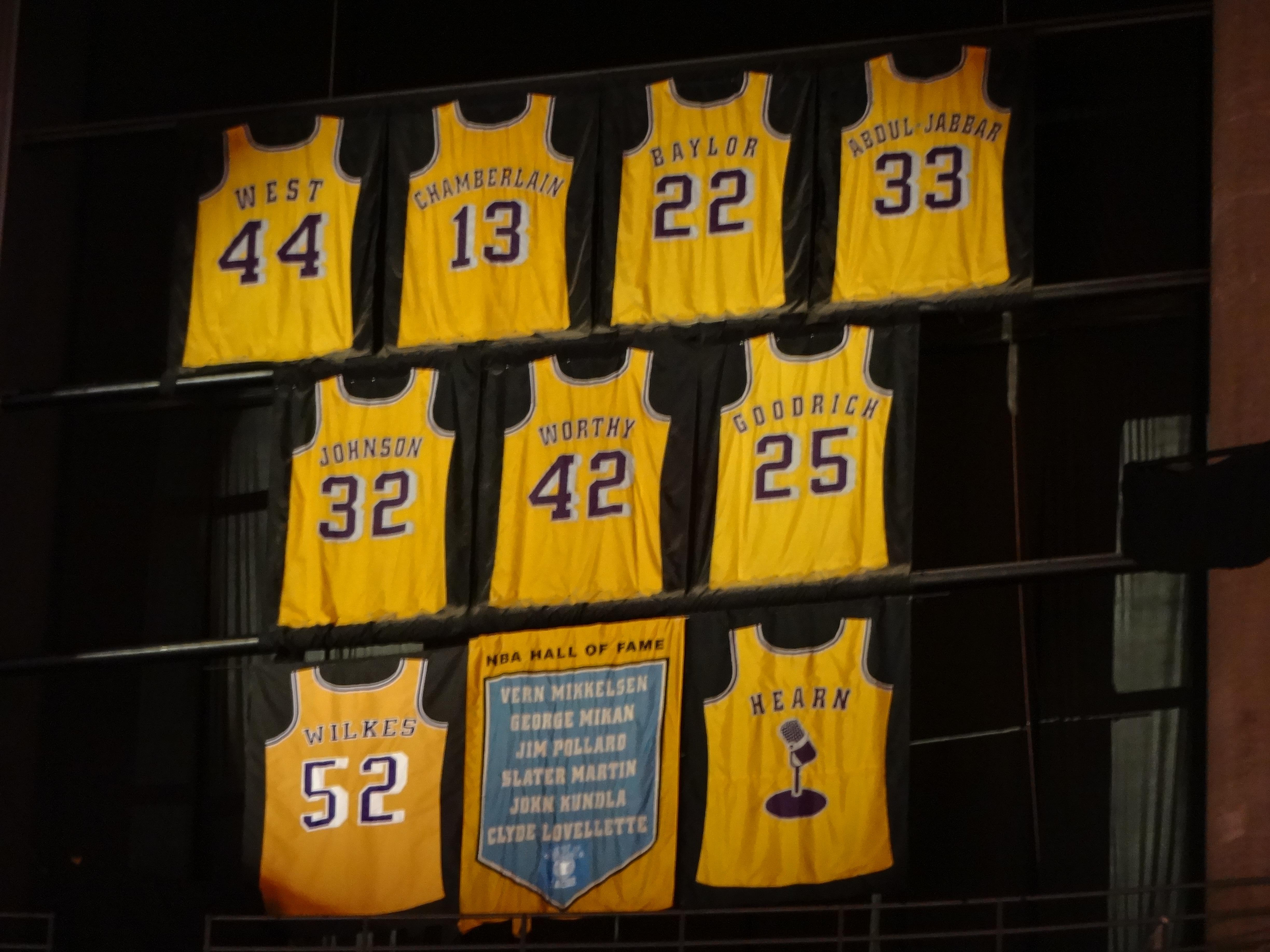
Os número aposentados na Crypto.com Arena.

O Lakers tem aposentados treze números de camisas e um microfone honorário em homenagem aos seus jogadores e locutores.
| Los Angeles Lakers números aposentados |                     |                  |                     |                         |
| No.                                    | Jogador             | Posição          | Anos                | Data da cerimônia       |
| 8                                      | Kobe Bryant         | G                | 1996–2016           | 18 de dezembro de 2017  |
| 13                                     | Wilt Chamberlain    | C                | 1968–1973           | 9 de novembro de 1983   |
| 16                                     | Pau Gasol           | F                | 2008–2014           | 7 de março de 2023      |
| 22                                     | Elgin Baylor        | F                | 1958–1971           | 9 de novembro de 1983   |
| 24                                     | Kobe Bryant         | G                | 2006–2016           | 18 de dezembro de 2017  |
| 25                                     | Gail Goodrich       | G                | 1965–1968 1970–1976 | 20 de novembro de 1996  |
| 32                                     | Magic Johnson       | G                | 1979–1991 e 1996    | 16 de fevereiro de 1992 |
| 33                                     | Kareem Abdul-Jabbar | C                | 1975–1989           | 20 de março de 1989     |
| 34                                     | Shaquille O'Neal    | C                | 1996–2004           | 2 de abril de 2013      |
| 42                                     | James Worthy        | F                | 1982–1994           | 10 de dezembro de 1995  |
| 44                                     | Jerry West          | G                | 1960–1974           | 19 de novembro de 1983  |
| 52                                     | Jamaal Wilkes       | F                | 1977–1985           | 28 de dezembro de 2012  |
| 99                                     | George Mikan        | C                | 1948–1954 e 1956    | 30 de outubro de 2022   |
|                                        | Chick Hearn         | Locutor de rádio | 1961–2002           | 2 de dezembro de 2002   |

Além disso, vários outros jogadores e treinadores que foram fundamentais para o sucesso da franquia durante seus dias em Minneapolis foram reconhecidos com honra, embora seus números não estejam aposentados pela franquia:
- 17 Jim Pollard, 1948-1955, treinador em 1960
- 19 Vern Mikkelsen, 1949–1959
- 22 Slater Martin, 1949–1956
- 34 Clyde Lovellette, 1953–1957
- -- John Kundla, treinador em 1948–1957 e 1958–1959

## Estatísticas gerais
Última atualização: 17 de abril de 2025

### Jogos
| #   | País           | Nome                | Período              | Jogos |
| --- | -------------- | ------------------- | -------------------- | ----- |
| 1.  | Estados Unidos | Kobe Bryant         | 1996–2016            | 1.346 |
| 2.  | Estados Unidos | Kareem Abdul-Jabbar | 1975–1989            | 1.093 |
| 3.  | Estados Unidos | Jerry West          | 1960–1974            | 932   |
| 4.  | Estados Unidos | James Worthy        | 1982–1994            | 926   |
| 5.  | Estados Unidos | Derek Fisher        | 1996–2004; 2007–2012 | 915   |
| 6.  | Estados Unidos | Magic Johnson       | 1979–1991; 1995–1996 | 906   |
| 7.  | Estados Unidos | Michael Cooper      | 1978–1990            | 873   |
| 8.  | Estados Unidos | Elgin Baylor        | 1958–1972            | 846   |
| 8.  | Estados Unidos | Byron Scott         | 1983–1993; 1996–1997 | 846   |
| 10. | Estados Unidos | A.C. Green          | 1985–1993; 1999–2000 | 735   |

### Pontos
| #   | País           | Nome                | Período              | Pontos |
| --- | -------------- | ------------------- | -------------------- | ------ |
| 1.  | Estados Unidos | Kobe Bryant         | 1996–2016            | 33.643 |
| 2.  | Estados Unidos | Jerry West          | 1960–1974            | 25.192 |
| 3.  | Estados Unidos | Kareem Abdul-Jabbar | 1975–1989            | 24.176 |
| 4.  | Estados Unidos | Elgin Baylor        | 1958–1972            | 23.149 |
| 5.  | Estados Unidos | Magic Johnson       | 1979–1991; 1995–1996 | 17.707 |
| 6.  | Estados Unidos | James Worthy        | 1982–1994            | 16.320 |
| 7.  | Estados Unidos | Shaquille O'Neal    | 1996–2004            | 13.895 |
| 8.  | Estados Unidos | Gail Goodrich       | 1965–1968; 1970–1976 | 13.044 |
| 9.  | Estados Unidos | Byron Scott         | 1983–1993; 1996–1997 | 12.780 |
| 10. | Estados Unidos | LeBron James        | 2018–                | 11.146 |

### Rebotes
| #   | País           | Nome                | Período              | Rebotes |
| --- | -------------- | ------------------- | -------------------- | ------- |
| 1.  | Estados Unidos | Elgin Baylor        | 1958–1972            | 11.463  |
| 2.  | Estados Unidos | Kareem Abdul-Jabbar | 1975–1989            | 10.279  |
| 3.  | Estados Unidos | Kobe Bryant         | 1996–2016            | 7.047   |
| 4.  | Estados Unidos | Magic Johnson       | 1979–1991; 1995–1996 | 6.559   |
| 5.  | Estados Unidos | Wilt Chamberlain    | 1968–1973            | 6.524   |
| 6.  | Estados Unidos | Shaquille O'Neal    | 1996–2004            | 6.090   |
| 7.  | Estados Unidos | Vern Mikkelsen      | 1949–1959            | 5.940   |
| 8.  | Estados Unidos | A.C. Green          | 1985–1993; 1999–2000 | 5.632   |
| 9.  | Estados Unidos | Rudy LaRusso        | 1959–1967            | 5.571   |
| 10. | Estados Unidos | Jerry West          | 1960–1974            | 5.366   |

### Assistências
| #   | País           | Nome                | Período              | Assistências |
| --- | -------------- | ------------------- | -------------------- | ------------ |
| 1.  | Estados Unidos | Magic Johnson       | 1979–1991; 1995–1996 | 10.141       |
| 2.  | Estados Unidos | Kobe Bryant         | 1996–2016            | 6.306        |
| 3.  | Estados Unidos | Jerry West          | 1960–1974            | 6.238        |
| 4.  | Estados Unidos | Norm Nixon          | 1977–1983            | 3.846        |
| 5.  | Estados Unidos | Michael Cooper      | 1978–1990            | 3.666        |
| 6.  | Estados Unidos | Kareem Abdul-Jabbar | 1975–1989            | 3.652        |
| 7.  | Estados Unidos | Elgin Baylor        | 1958–1972            | 3.650        |
| 8.  | Estados Unidos | LeBron James        | 2018–                | 3.376        |
| 9.  | Estados Unidos | Gail Goodrich       | 1965–1968; 1970–1976 | 2.863        |
| 10. | Estados Unidos | James Worthy        | 1982–1994            | 2.791        |

## Treinadores
Foram 26 treinadores principais dos Lakers desde que se juntaram à NBA. O primeiro treinador da franquia enquanto na NBA foi John Kundla, que treinou por 11 temporadas com os Lakers. Os Lakers conquistaram mais quatro campeonatos da NBA nos cinco anos seguintes sob o comando de Kundla. Phil Jackson é o líder de todos os tempos da franquia em mais jogos de temporada regular treinados (902), mais jogos de playoffs treinados (181), mais vitórias em jogos de temporada regular (610) e mais vitórias nos playoffs (118). Os Lakers conquistaram 17 campeonatos; cinco com Kundla, cinco com Jackson, quatro com Riley, um com Bill Sharman, um com Paul Westhead e um com Frank Vogel. Com os Lakers, Sharman, Riley e Del Harris ganharam o prêmio de Treinador do Ano da NBA em 1972, 1990 e 1995, respectivamente. Kundla, Sharman, Riley e Jackson foram introduzidos no Hall da Fama do Basquete como treinadores. George Mikan, Jim Pollard, Jerry West, Pat Riley, Magic Johnson, Kurt Rambis, Byron Scott e Luke Walton todos jogaram e treinaram para os Lakers.
|                    |                       |               | Temporada regular | Temporada regular | Temporada regular | Temporada regular | Playoffs | Playoffs | Playoffs | Playoffs | |            |
| #                  | Nome                  | Tempo         | J                 | V                 | D                 | %                 | J        | V        | D        | %        | Conquistas | Referência |
| Minneapolis Lakers |                       |               |                   |                   |                   |                   |          |          |          |          | |            |
| 1                  | John Kundla           | 1948–1958     | 653               | 390               | 263               | .597              | 82       | 54       | 28       | .659     | 5 títulos (1949, 1950, 1952, 1953, 1954) Top 10 melhores treinadores da história da NBA                              | [ 246 ]    |
| 2                  | George Mikan          | 1958          | 39                | 9                 | 30                | .231              | —        | —        | —        | —        | | [ 247 ]    |
| —                  | John Kundla           | 1958–1959     | 72                | 33                | 39                | .458              | 13       | 6        | 7        | .462     | |            |
| 3                  | John Castellani       | 1959–1960     | 36                | 11                | 25                | .306              | —        | —        | —        | —        | | [ 248 ]    |
| 4                  | Jim Pollard           | 1960          | 39                | 14                | 25                | .359              | 9        | 5        | 4        | .556     | | [ 249 ]    |
| Los Angeles Lakers |                       |               |                   |                   |                   |                   |          |          |          |          | |            |
| 5                  | Fred Schaus           | 1960–1967     | 560               | 315               | 245               | .563              | 71       | 33       | 38       | .465     | | [ 250 ]    |
| 6                  | Butch van Breda Kolff | 1967–1969     | 164               | 107               | 57                | .652              | 33       | 21       | 12       | .636     | | [ 251 ]    |
| 7                  | Joe Mullaney          | 1969–1971     | 164               | 94                | 70                | .573              | 30       | 16       | 14       | .533     | | [ 252 ]    |
| 8                  | Bill Sharman          | 1971–1976     | 410               | 246               | 164               | .600              | 37       | 22       | 15       | .595     | Treinador do Ano da NBA de 1971–72 1 título (1972)                                                                   | [ 253 ]    |
| 9                  | Jerry West            | 1976–1979     | 246               | 145               | 101               | .589              | 22       | 8        | 14       | .364     | | [ 254 ]    |
| 10                 | Jack McKinney         | 1979          | 14                | 10                | 4                 | .714              | —        | —        | —        | —        | | [ 255 ]    |
| 11                 | Paul Westhead         | 1979–1981     | 161               | 111               | 50                | .689              | 19       | 13       | 6        | .684     | 1 título (1980) | [ 256 ]    |
| 12                 | Pat Riley             | 1981–1990     | 727               | 533               | 194               | .733              | 149      | 102      | 47       | .685     | Treinador do Ano da NBA de 1989–90 4 títulos (1982, 1985, 1987, 1988) Top 10 melhores treinadores da história da NBA | [ 257 ]    |
| 13                 | Mike Dunleavy         | 1990–1992     | 164               | 101               | 63                | .616              | 23       | 13       | 10       | .565     | | [ 258 ]    |
| 14                 | Randy Pfund           | 1992–1994     | 146               | 66                | 80                | .452              | 5        | 2        | 3        | .400     | | [ 259 ]    |
| 15                 | Bill Bertka           | 1994          | 2                 | 1                 | 1                 | .500              | —        | —        | —        | —        | | [ 260 ]    |
| 16                 | Magic Johnson         | 1994          | 16                | 5                 | 11                | .313              | —        | —        | —        | —        | | [ 261 ]    |
| 17                 | Del Harris            | 1994–1999     | 340               | 224               | 116               | .659              | 36       | 17       | 19       | .472     | Treinador do Ano da NBA de 1994–95                                                                                   | [ 262 ]    |
| —                  | Bill Bertka           | 1999          | 1                 | 1                 | 0                 | 1.000             | —        | —        | —        | —        | |            |
| 18                 | Kurt Rambis           | 1999          | 37                | 24                | 13                | .649              | 8        | 3        | 5        | .375     | | [ 263 ]    |
| 19                 | Phil Jackson          | 1999–2004     | 410               | 287               | 123               | .700              | 92       | 64       | 28       | .696     | 3 títulos (2000, 2001, 2002) Top 10 melhores treinadores da história da NBA                                          | [ 264 ]    |
| 20                 | Rudy Tomjanovich      | 2004–2005     | 43                | 24                | 19                | .558              | —        | —        | —        | —        | | [ 265 ]    |
| 21                 | Frank Hamblen         | 2005          | 39                | 10                | 29                | .256              | —        | —        | —        | —        | | [ 266 ]    |
| —                  | Phil Jackson          | 2005–2011     | 492               | 323               | 169               | .657              | 89       | 54       | 35       | .607     | 2 títulos (2009, 2010)                                                                                               |            |
| 22                 | Mike Brown            | 2011–2012     | 71                | 42                | 29                | .591              | 12       | 5        | 7        | .417     | | [ 267 ]    |
| 23                 | Bernie Bickerstaff    | 2012          | 5                 | 4                 | 1                 | .800              | —        | —        | —        | —        | | [ 268 ]    |
| 24                 | Mike D'Antoni         | 2012–2014     | 154               | 67                | 87                | .435              | 4        | 0        | 4        | .000     | | [ 269 ]    |
| 25                 | Byron Scott           | 2014–2016     | 164               | 38                | 126               | .227              | —        | —        | —        | —        | | [ 270 ]    |
| 26                 | Luke Walton           | 2016–2019     | 246               | 98                | 148               | .398              | —        | —        | —        | —        | | [ 271 ]    |
| 27                 | Frank Vogel           | 2019–2022     | 225               | 127               | 98                | .564              | 27       | 18       | 9        | .667     | 1 títulos (2020) | [ 272 ]    |
| 28                 | Darvin Ham            | 2022–2024     | 164               | 90                | 74                | .549              | 16       | 9        | 12       | .429     | | [ 273 ]    |
| 29                 | JJ Redick             | 2024–Presente | 0                 | 0                 | 0                 | –                 | 0        | 0        | 0        | –        | |            |